# Sarcelles
Pour l’article ayant un titre homophone, voir Sarcelle.
Sarcelles est une commune française située dans le département du Val-d'Oise en région Île-de-France.
Ville emblématique de la banlieue parisienne, elle vit s'édifier un des premiers grands ensembles français de 1955 à 1970. Elle est devenue en l'an 2000 sous-préfecture du département du Val-d'Oise, en remplacement de Montmorency.

## Géographie

### Localisation

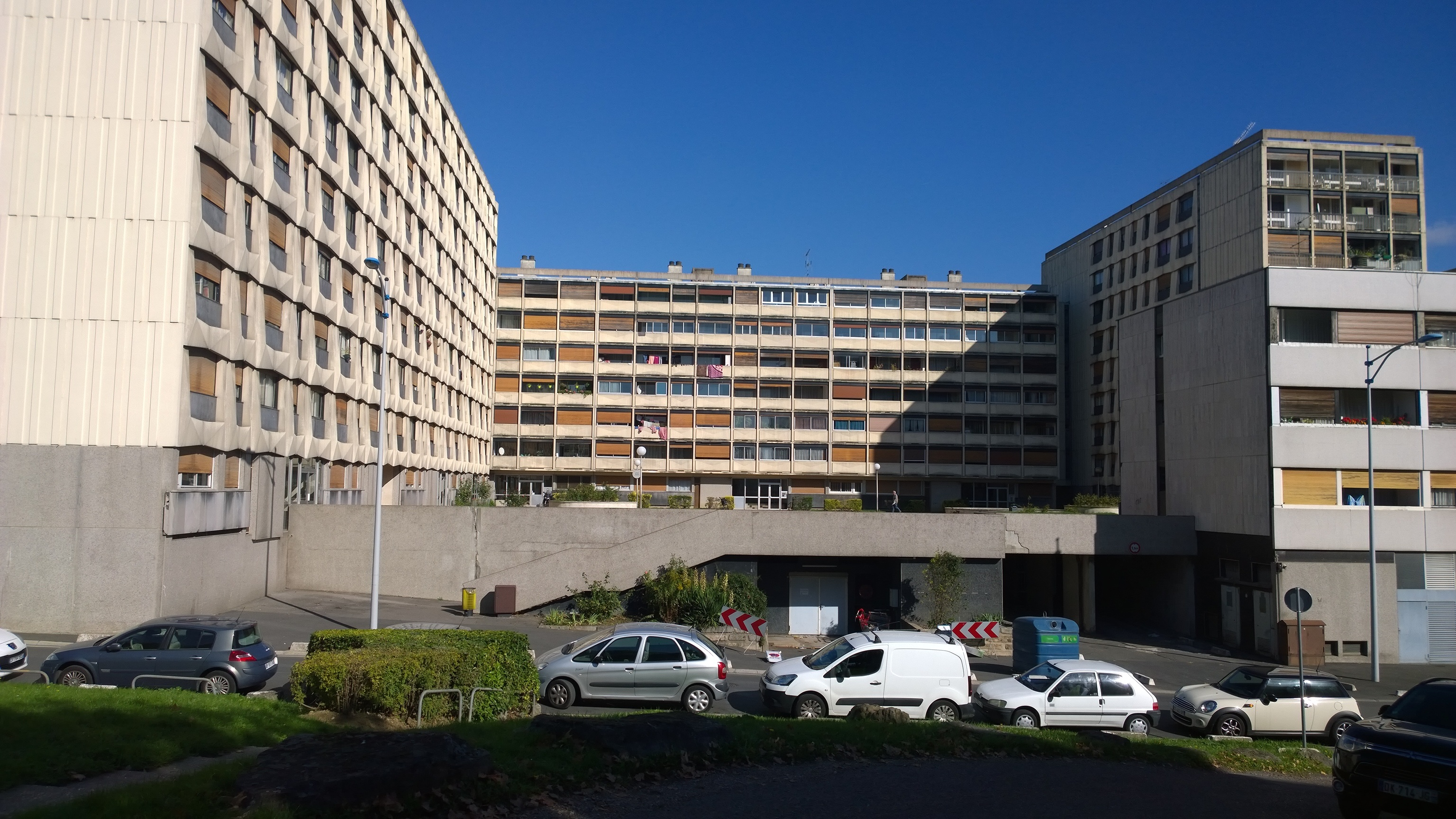
Immeubles à Sarcelles.

Sarcelles est une ville de la banlieue nord de Paris, située à environ 15 kilomètres de la capitale.
Elle se trouve dans l'aire urbaine de Paris ainsi que dans son unité urbaine et dans son bassin de vie. La ville fait partie de la zone d'emploi de Roissy.

### Communes limitrophes
La ville est limitrophe des communes de Montmagny, Groslay, Saint-Brice-sous-Forêt, Écouen, Villiers-le-Bel, Arnouville et Garges-lès-Gonesse dans le département du Val-d'Oise ainsi que Stains et Saint-Denis dans le département voisin de la Seine-Saint-Denis.
| Saint-Brice-sous-Forêt | Écouen              | Villiers-le-Bel    |
| Groslay                | Sarcelles           | Arnouville         |
| Montmagny              | Saint-Denis, Stains | Garges-lès-Gonesse |

### Hydrographie
, 

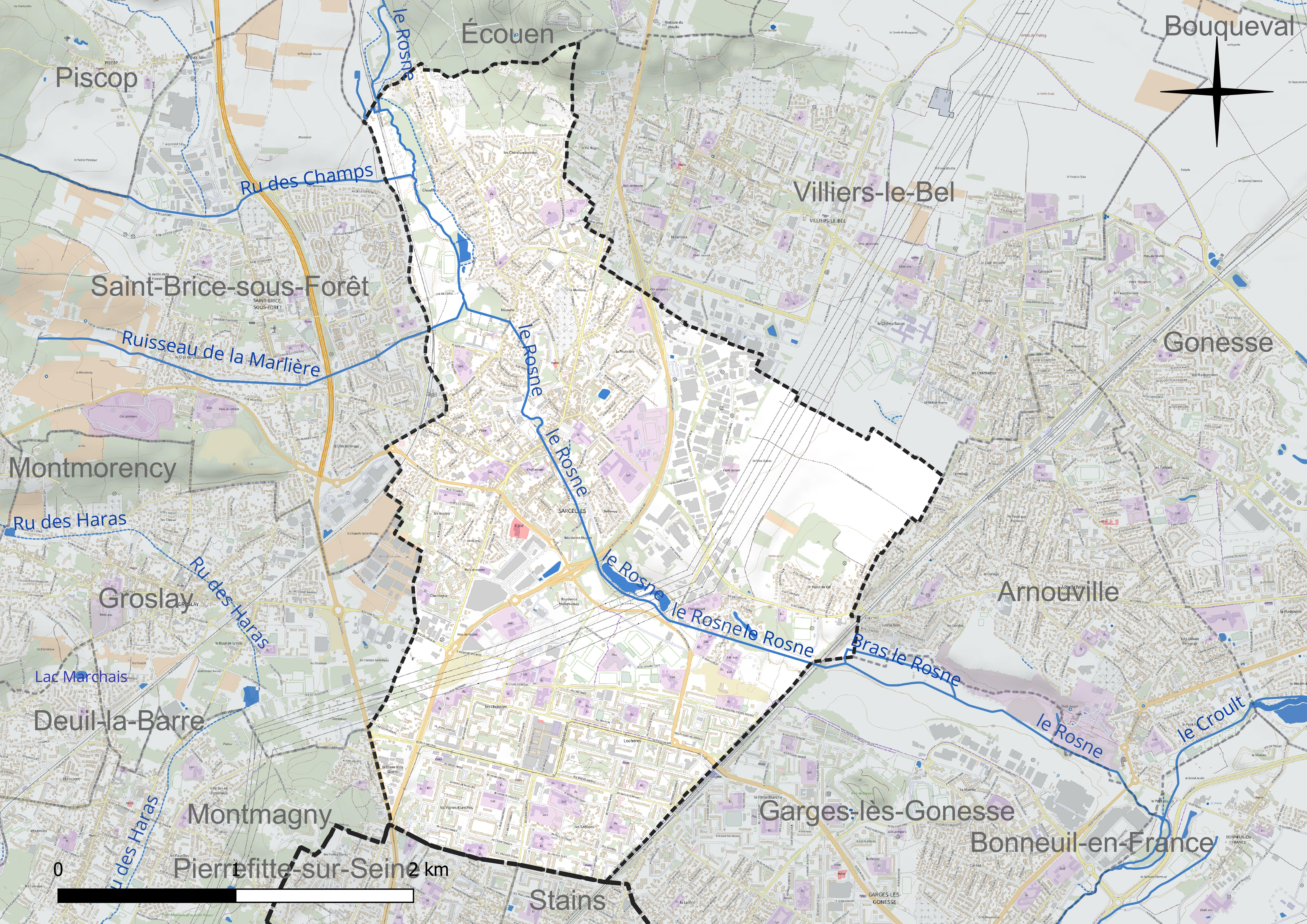
Carte hydrographique de la commune.

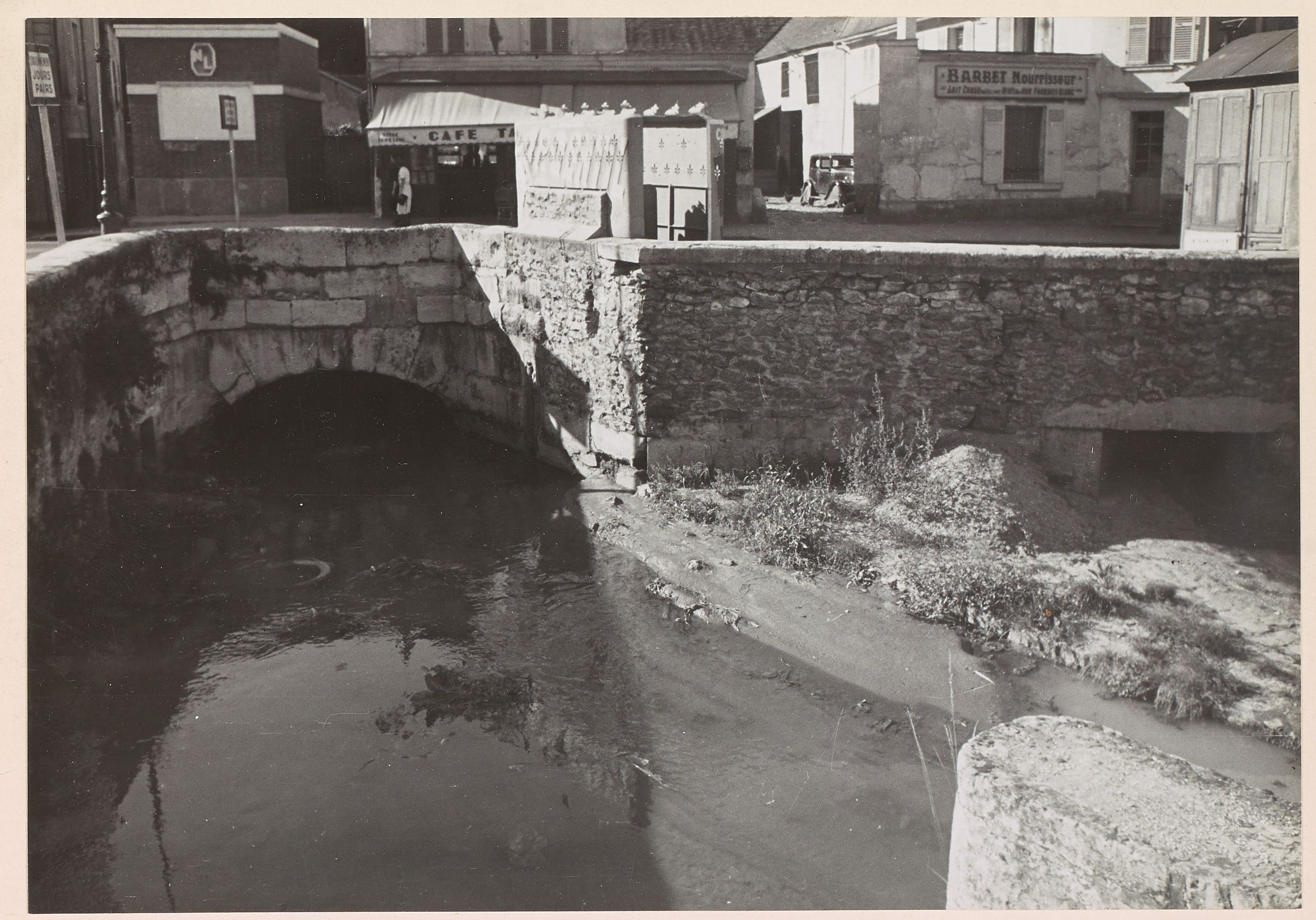
Petit pont sur le Petit Rosne (route nationale no 16) en 1938.

Le Petit Rosne, le principal affluent du Croult et donc un sous-affluent du canal Saint-Denis par la Vieille Mer, draine la commune d'ouest en est.

### Climat
Pour des articles plus généraux, voir Climat de l'Île-de-France et Climat du Val-d'Oise.
En 2010, le climat de la commune est de type climat océanique dégradé des plaines du Centre et du Nord, selon une étude du CNRS s'appuyant sur une série de données couvrant la période 1971-2000. En 2020, Météo-France publie une typologie des climats de la France métropolitaine dans laquelle la commune est dans une zone de transition entre le climat océanique et le climat océanique altéré et est dans la région climatique Sud-ouest du bassin Parisien, caractérisée par une faible pluviométrie, notamment au printemps (120 à 150 mm) et un hiver froid (3,5 °C).
Pour la période 1971-2000, la température annuelle moyenne est de 11,6 °C, avec une amplitude thermique annuelle de 15,2 °C. Le cumul annuel moyen de précipitations est de 679 mm, avec 10,7 jours de précipitations en janvier et 7,8 jours en juillet. Pour la période 1991-2020, la température moyenne annuelle observée par la station météorologique la plus proche, située à Bonneuil-en-France, à 5 km à vol d'oiseau, est de 12,1 °C et le cumul annuel moyen de précipitations est de 616,3 mm,. Pour l'avenir, les paramètres climatiques de la commune estimés pour 2050 selon différents scénarios d'émission de gaz à effet de serre sont consultables sur un site dédié publié par Météo-France en novembre 2022.
| Mois                                  | jan.             | fév.             | mars            | avril           | mai             | juin           | jui.           | août           | sep.           | oct.            | nov.            | déc.             | année      |
| ------------------------------------- | ---------------- | ---------------- | --------------- | --------------- | --------------- | -------------- | -------------- | -------------- | -------------- | --------------- | --------------- | ---------------- | ---------- |
| Température minimale moyenne (°C)     | 2,3              | 2,1              | 4,2             | 6,3             | 9,8             | 13             | 14,9           | 14,6           | 11,5           | 8,8             | 5,2             | 2,8              | 8          |
| Température moyenne (°C)              | 4,9              | 5,4              | 8,4             | 11,2            | 14,7            | 18             | 20,2           | 20             | 16,5           | 12,7            | 8,1             | 5,4              | 12,1       |
| Température maximale moyenne (°C)     | 7,5              | 8,7              | 12,6            | 16,1            | 19,6            | 23             | 25,5           | 25,4           | 21,5           | 16,5            | 11,1            | 7,9              | 16,3       |
| Record de froid (°C) date du record   | −18,2 17.01.1985 | −16,8 14.02.1956 | −9,6 07.03.1971 | −3,7 01.04.1931 | −1,6 06.05.1957 | 0,9 13.06.1935 | 3,5 09.07.1929 | 1,9 01.08.1923 | 0,1 24.09.1931 | −5,6 30.10.1985 | −9,5 28.11.1921 | −15,1 16.12.1925 | −18,2 1985 |
| Record de chaleur (°C) date du record | 16,1 27.01.03    | 20,8 28.02.1960  | 25,5 31.03.21   | 31,9 18.04.1949 | 35 24.05.1922   | 36,9 27.06.11  | 42,1 25.07.19  | 40,2 12.08.03  | 35,3 09.09.23  | 29,4 04.10.1921 | 21,3 08.11.15   | 17,2 16.12.1989  | 42,1 2019  |
| Ensoleillement (h)                    | 574              | 737              | 1 293           | 171             | 1 894           | 203            | 2 132          | 2 064          | 1 616          | 1 113           | 637             | 543              | 16 342     |
| Précipitations (mm)                   | 46,8             | 41,1             | 43,9            | 43,1            | 60,5            | 53,8           | 56,3           | 52,5           | 44,6           | 56,7            | 53,6            | 63,4             | 616,3      |

### Milieux naturels et biodiversité
- Le parc des Prés-sous-la-Ville est le plus important espace vert de la ville. Il comporte des paysages vallonnés un plan d'eau ainsi que des jeux d'enfant et des tables de camping en libre accès.
- Le square paysager d'Hattersheim est situé à Sarcelles-Village.
- Le chemin-du-bois-fleuri, est une « coulée verte » située entre la rue Pierre-Brossolette et la rue Bellevue. On y voit une partie des jardins familiaux de la ville.
- Le petit lac du Haut-du-Roi.
- Le parc Kennedy, dans le grand ensemble.

## Urbanisme

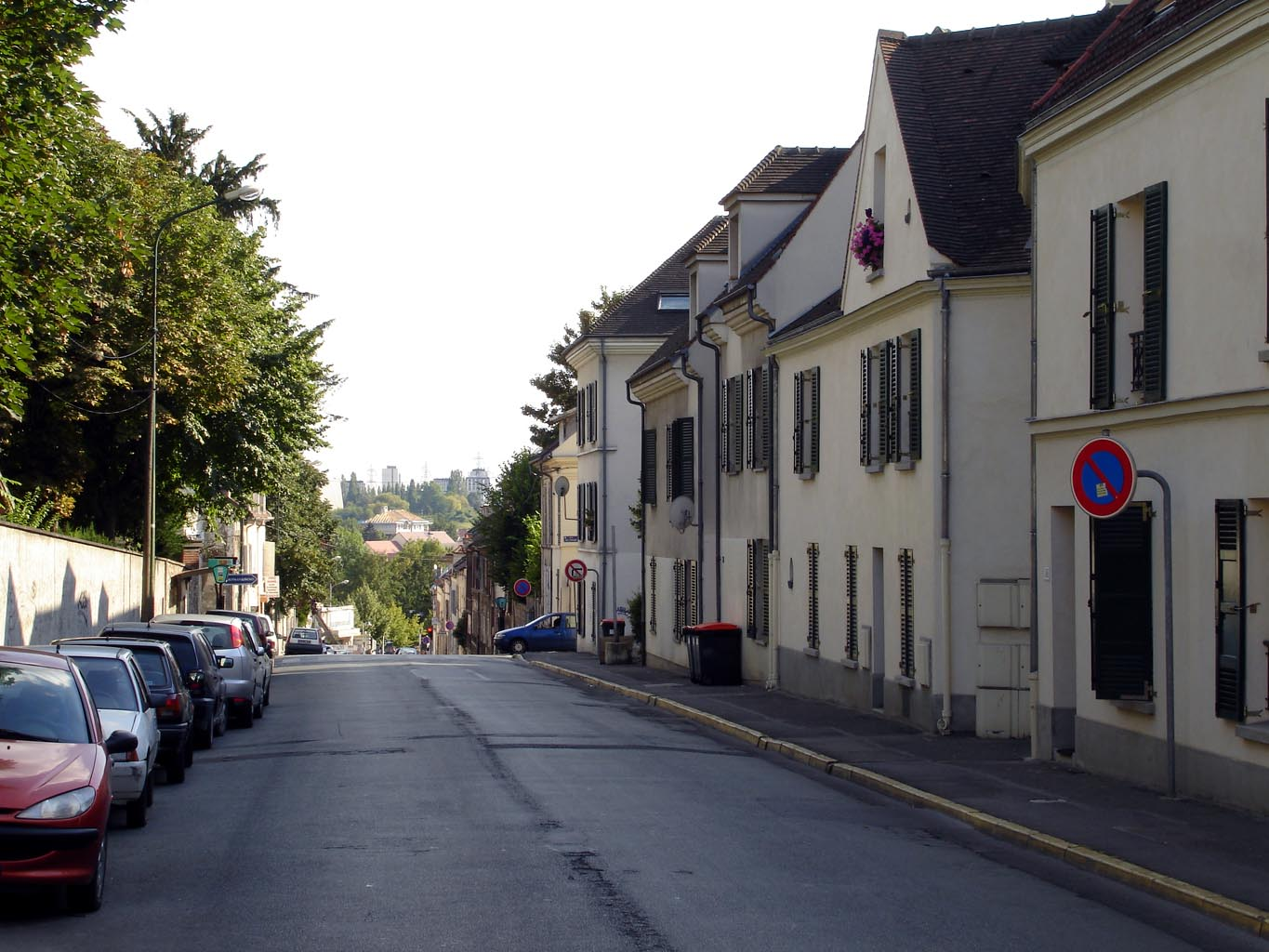
Sarcelles, rue Pierre-Brossolette.

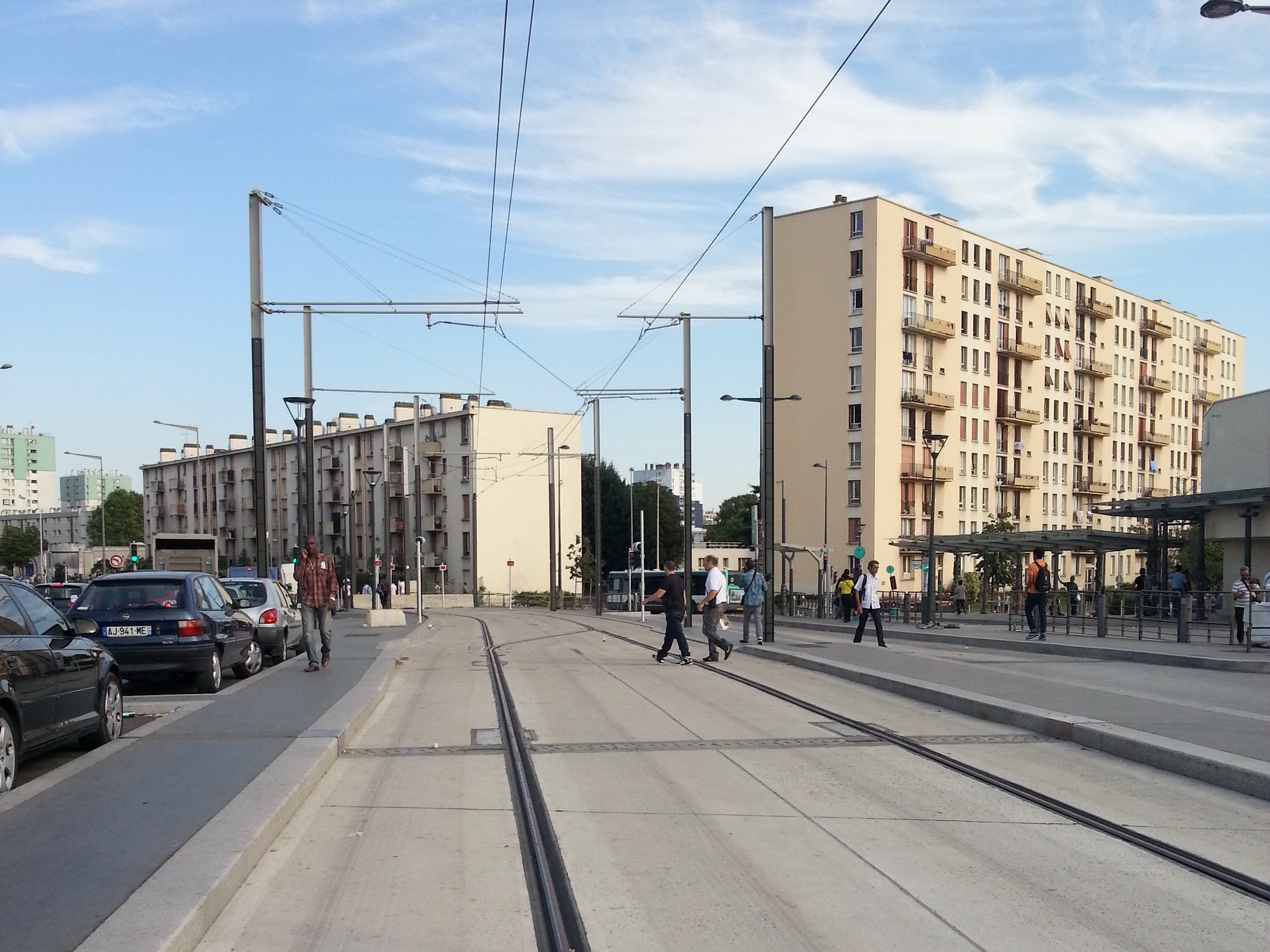
T5- Garges Sarcelles - Arrière-Gare R

### Typologie
Sarcelles est une commune urbaine, car elle fait partie des communes denses ou de densité intermédiaire, au sens de la grille communale de densité de l'Insee,,,.
Par ailleurs la commune fait partie de l'aire d'attraction de Paris, dont elle est une commune du pôle principal. Cette aire regroupe 1 929 communes,.

### Occupation des sols

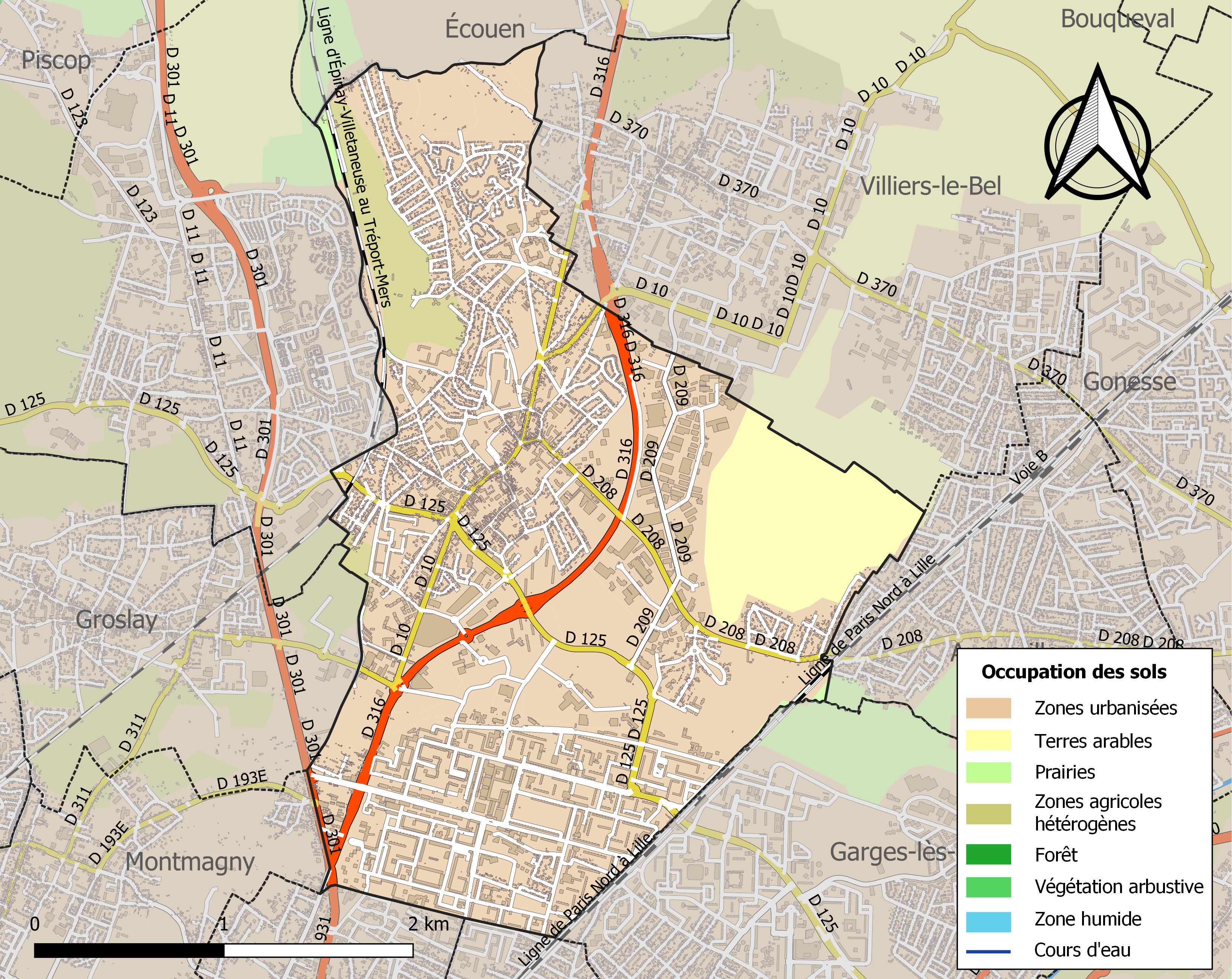
Carte des infrastructures et de l'occupation des sols de la commune en 2018 (CLC).

### Morphologie urbaine
L'agglomération est constituée de deux parties distinctes : le vieux Sarcelles, dit « Sarcelles-village », édifié au bord du Petit Rosne et regroupé autour de l'église Saint-Pierre-et-Saint-Paul de Sarcelles, et le grand ensemble contemporain, édifié dans les années 1950 un kilomètre plus au sud. C'est en réaction à cet urbanisme identifié à la Caisse des Dépôts et Consignations, l'un de ses financeurs principaux, que seront édifiées les Villes Nouvelles comme Cergy ou Marne-la-Vallée. La ville s'étend sur 4,6 km du nord au sud et 3,1 km d'est en ouest.
Sarcelles possède peu d'édifices anciens, tous rassemblés dans le village, et construit peu aujourd'hui, car soumis au plan d'exposition au bruit de l'aéroport Roissy-Charles-de-Gaulle qui limite drastiquement la construction. L'essentiel du parc date des années 1955 à 1970 : pas moins de 78,1 % des logements ont été bâtis entre 1949 et 1974. Cette particularité provoque un réel problème d'urbanisme et de financement : tout le parc ayant sensiblement le même âge, tout est également à réhabiliter en même temps.
Sarcelles est divisé en huit quartiers distincts (population 1999/part de la population totale de la ville) :
- Le grand ensemble (au sud) : 37 626 hab. (65 %) ;
- Le village (au centre-ouest) : 7 723 hab. (13,4 %) ;
- Chantepie - Les Rosiers (à l'ouest) : 5 265 hab. (9,1 %) ;
- Chauffour - Les Chardonnerettes[14] (au nord-ouest) : 5 124 hab. (8,9 %) ;
- Le Mont-de-Gif - Le Haut-du-Roi (à l'est) : 1 099 hab. (1,9 %) ;
- Le Parc Central (au centre) : 652 hab. (1,1 %) ;
- La Sous-Préfecture (au centre-ouest) : 243 hab. (0,4 %) ;
- La Pointe 3/4 - Les Mureaux (au sud-ouest) : 136 hab. (0,2 %).

Le « village » est constitué d'un habitat continu bas, majoritairement du XIXe siècle et du début du XXe siècle, entrecoupé d'immeubles plus récents. Au nord, s'étend un important quartier pavillonnaire, les Chardonnerettes. À l'est, se situe une grande zone d'activité le long de la RN 16, deux petits quartiers pavillonnaires (le Haut du Roy et le Mont de Gif) ainsi que quelques cultures céréalières qui résistent à l'urbanisation. Au sud, se situe le quartier de Sarcelles-Lochères, la ville nouvelle des années 1950, constituée de tours et d'immeubles de quatre étages. Ce quartier reste clairement séparé du reste de l'agglomération, aucune trame urbaine cohérente ne le liant aux autres quartiers. Un parc et des équipements sportifs séparent en effet les deux. Près de deux cents hectares ne sont pas bâtis, ce qui représente près de 30 % de la surface de la commune.
Sarcelles présente ainsi tous les éléments constitutifs d'un paysage urbain, faisant cohabiter des zones rurales avec des quartiers pavillonnaires et une importante zone d'habitat collectif dense.

### Lochères
Le quartier de Lochères est construit entre 1955 et 1976 par l'architecte Jacques Henri-Labourdette et Roger Boileau. Les premiers habitants arrivent en 1956. Il comporte 12 368 logements en location et en propriété. Ce très grand ensemble est constitué de 10 sous-quartiers :
1. Les Sablons-Saint Paul ;
2. Lochères ;
3. Les Paillards-Hirondelle ;
4. Les Friches ;
5. Les Plâtrières ;
6. Le Clos ;
7. Taillefer ;
8. Les Mignottes ;
9. Chantereine ;
10. Les Flanades-Entrée de Ville.

### Habitat et logement

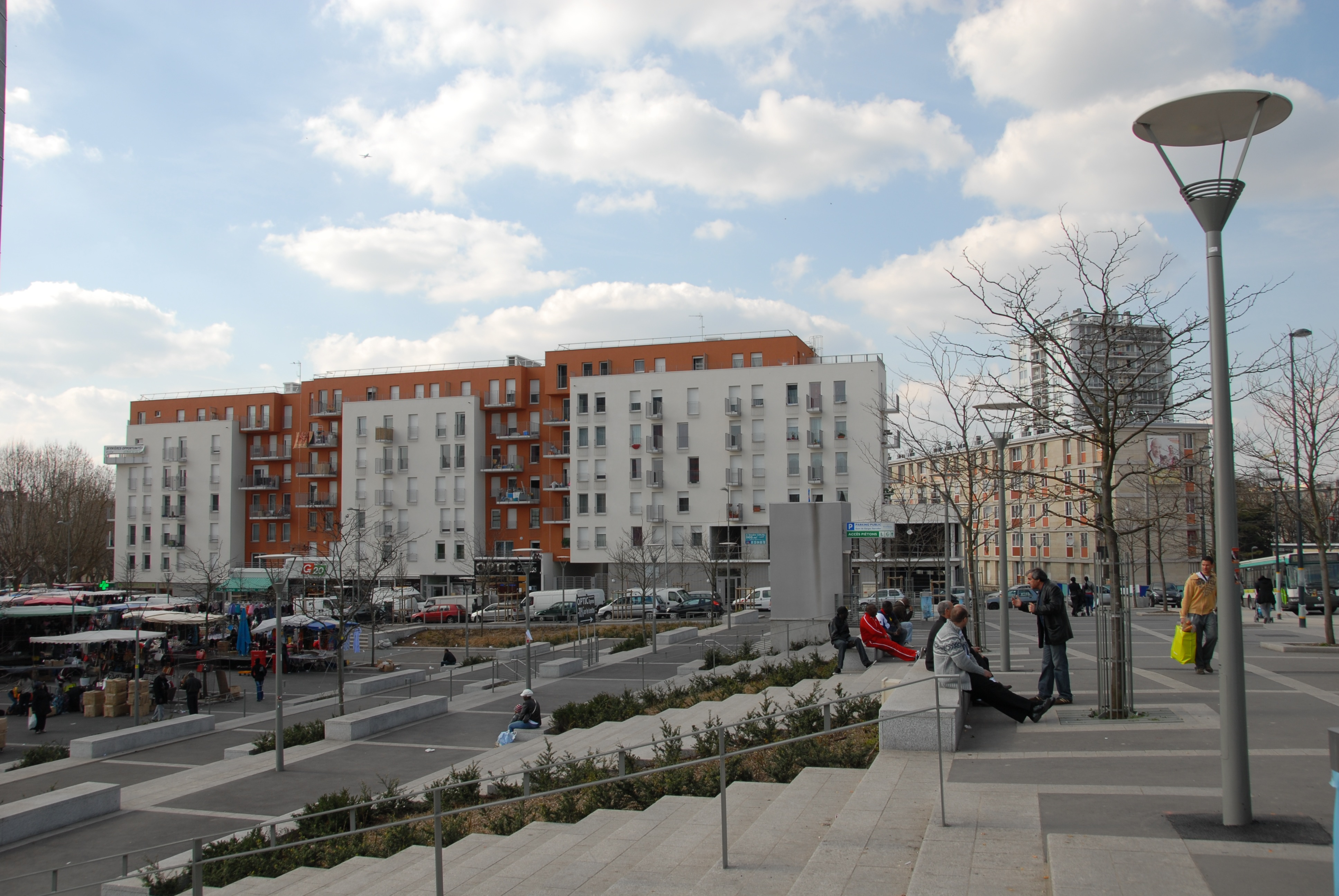
Quartier de la Gare RER Garges/Sarcelles.

En 2021, le nombre total de logements dans la commune était de 20 972, alors qu'il était de 19 949 en 2016 et de 19 848 en 2011.
Parmi ces logements, 94,5 % étaient des résidences principales, 0,9 % des résidences secondaires et 4,6 % des logements vacants. Ces logements étaient pour 16,8 % d'entre eux des maisons individuelles et pour 81,9 % des appartements.
Le tableau ci-dessous présente la typologie des logements à Sarcelles en 2021 en comparaison avec celle du Val-d'Oise et de la France entière. Une caractéristique marquante du parc de logements est ainsi la faible proportion des résidences secondaires et logements occasionnels (0,9 %) par rapport au département (1,5 %) et à la France entière (9,7 %).
| Typologie                                               | Sarcelles | Val-d'Oise | France entière |
| ------------------------------------------------------- | --------- | ---------- | -------------- |
| Résidences principales (en %)                           | 94,5      | 92,4       | 82,2           |
| Résidences secondaires et logements occasionnels (en %) | 0,9       | 1,5        | 9,7            |
| Logements vacants (en %)                                | 4,6       | 6          | 8,1            |

Avec 9 505 logements de type HLM soit 52,7 % du parc en 1999 (23,4 % dans la région), la ville respecte largement les dispositions de l’article 55 de la loi solidarité et renouvellement urbain (SRU) de décembre 2000 fixant à 20 % le taux minimum de logements sociaux pour les communes les plus importantes.
La taille des ménages est alors bien plus importante que dans la région : la ville ne compte que 21,4 % de personnes vivant seules contre 34,6 % dans la région, en revanche les familles importantes représentent 11,0 % de la population contre 2,8 % dans la région. Le nombre moyen de personnes par logement est important : 3,2 personnes en moyenne contre 2,4 en Île-de-France. La situation s'explique par une part élevée de populations d'origine immigrée aux familles très nombreuses.
La plupart des habitations possèdent en 1999  4 pièces ou plus (57,9 % contre 41,4 % en moyenne régionale) ; les petits logements restent minoritaires : seulement 2,1 % de logements d'une pièce contre 11,8 % dans la région.
La ville possède par conséquent des logements de plus grande surface que la moyenne francilienne habitées par des familles nombreuses, mais une part très importante de ces logements sont de type HLM, ce qui favorise la ghettoïsation de la commune,.

### Voies de communication et transports

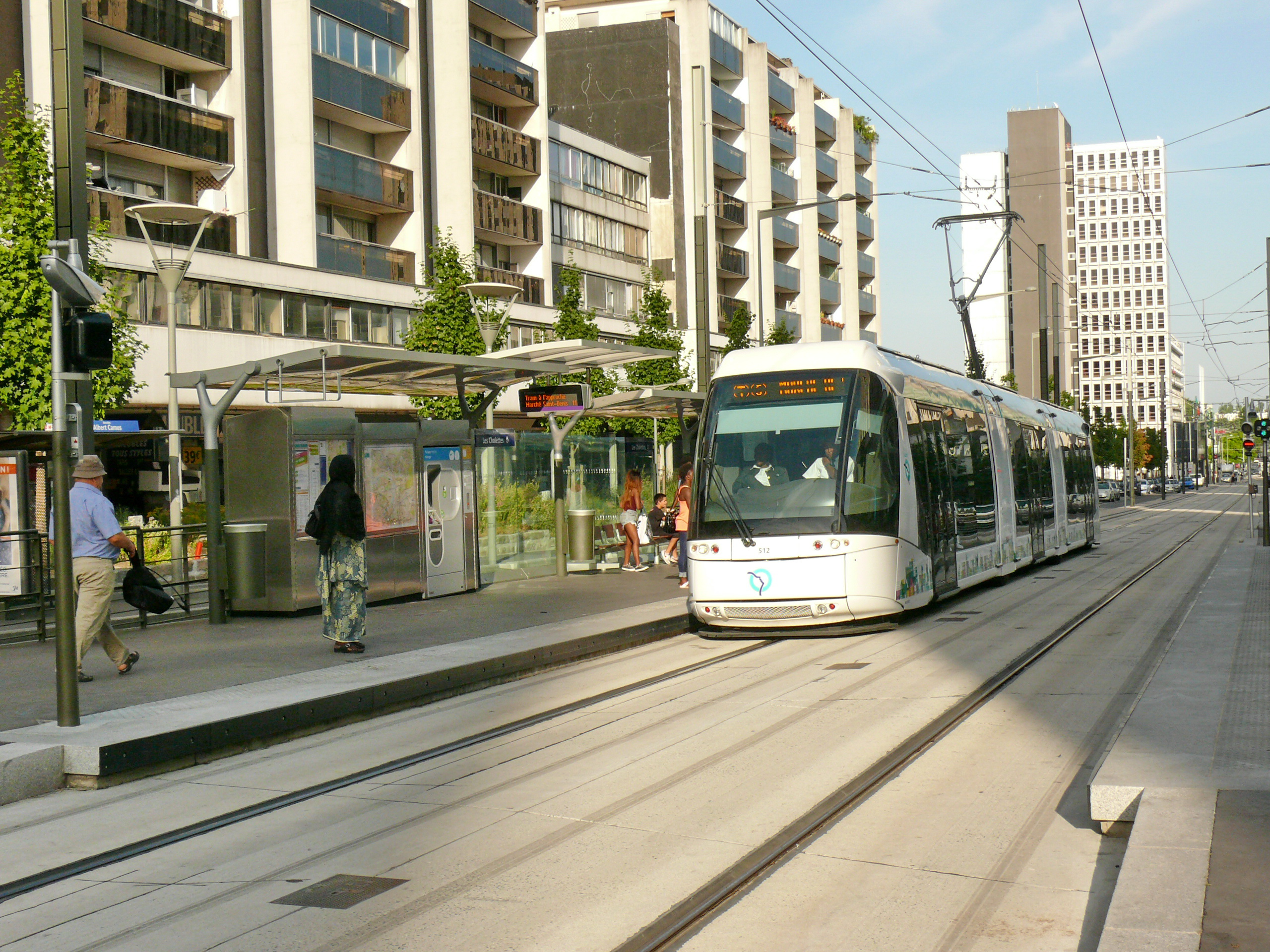
Tramway à la station Les Cholettes.

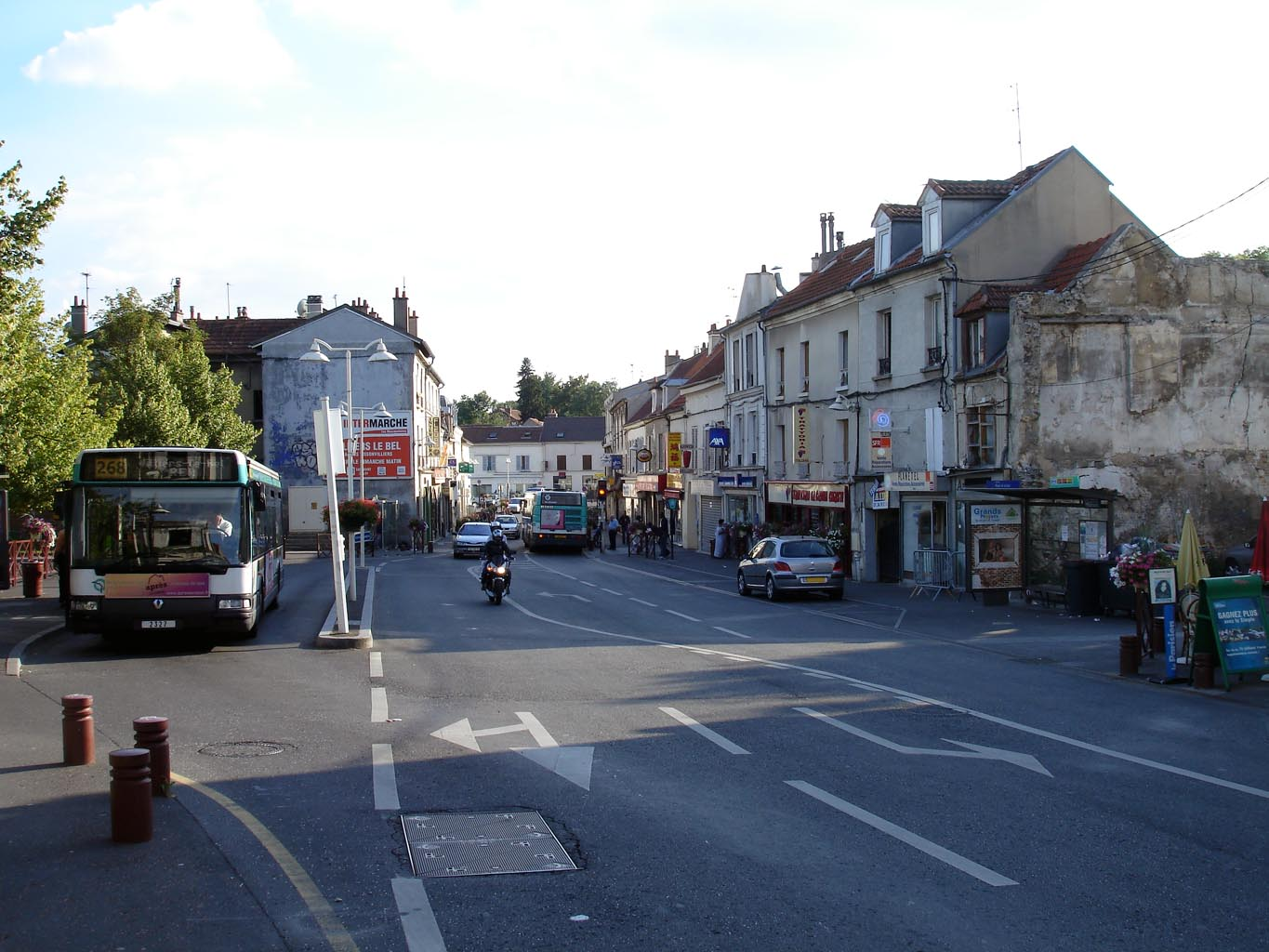
Un bus de la ligne RATP 268, rue Pierre-Brossolette à Sarcelles-Village.

La route nationale 16 (Paris-Chantilly) relie Sarcelles directement à la capitale en la traversant du sud au nord.
La route départementale 125 la traverse d'ouest en est et constitue une importante liaison locale reliant Sarcelles-village au quartier de Lochères mais également un axe intra-départemental du Val-d'Oise (Montmorency-Garges-lès-Gonesse-Dugny-Le Bourget.
Sarcelles est desservie par deux gares ferroviaires, une ligne de tramway et plusieurs lignes de bus : .
- la gare de Sarcelles - Saint-Brice qui se trouve à l'ouest et la gare de Garges - Sarcelles, à l'est.
- la gare de Pierrefitte - Stains se situe également à proximité de la commune et est accessible par la ligne 268 de la RATP.
- le tramway T5 dessert  depuis le 29 juillet 2013 cinq stations situées dans le Grand Ensemble de Sarcelles : Garges - Sarcelles, Lochères, Paul Valéry, Les Flanades et Les Cholettes.
- les lignes 133, 168, 268, 269, 270, 355, 368 et 370 du réseau de bus RATP, N43 et N44 du Noctilien, la lignes 95.02 et Vitavil du réseau de bus Roissy Ouest, Filéo ainsi que les lignes 1527 et 1537 du réseau de bus de la Vallée de Montmorency desservent la commune.

## Toponymie
Attestée sous le nom Cercerillæ, Cersilla en 894, Sarcellæ, Serseia en 1163, Sercellæ, Sercelles en 1262.
Cersilla en 894, forme à rapprocher peut-être de Cersoilus, forme attestée au IXe siècle pour Cerseuil (Aisne) où l'on a retrouvé des tombeaux antiques, or à Sarcelles, des travaux entrepris en 1877 ont mis au jour un grand nombre de sarcophages : l'explication par "le lieu aux sarcophages" est plausible.
Sarcelles pourrait venir de « Cercillia » (domaine de « Cercillius »).
Sarcelles viendrait plus plausiblement de « cercella » qui dans la langue gallo-romane signifierait lieu où l’on fabrique des cercles ou cerceaux pour les barriques de vin. Rappelons que la vigne fut introduite en France par les romains et que Sarcelles eut un passé de vignerons.
Le nom de la ville proviendrait de l'anthroponyme gallo-romain Cercellus ou peut-être de « Cercella », cité en 862 : fabrique de cerceaux pour tonneaux.

## Histoire

### Préhistoire

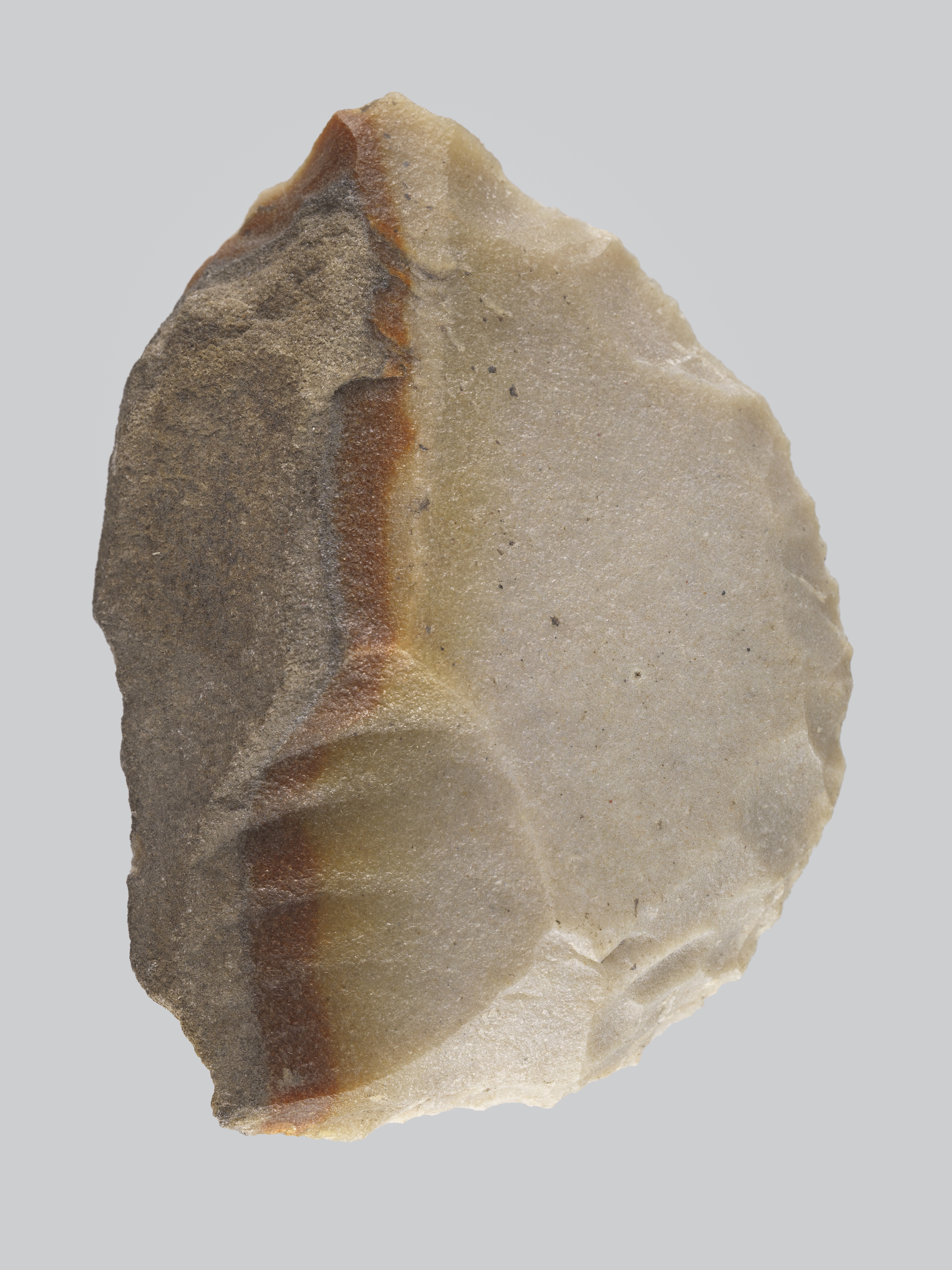
Racloir préhistorique découvert à Sarcelles-Saint-Brice, près de la carrière à plâtre, conservé au Musée Carnavalet.

L'occupation du site remonte probablement au paléolithique, des chasseurs-cueilleurs fréquentant alors la vallée du Petit Rosne. Une occupation humaine est attestée entre le Ier siècle et le Ve siècle de notre ère par la découverte d'un établissement thermal romain au lieu-dit « le Haut du Roi ».

### Moyen Âge
À la suite de nombreuses fouilles, il a été établi que les Mérovingiens s'y sont installés jusqu'à l'arrivée des Francs, après l'effondrement de l'Empire romain.
Pillé par les Huns, le village retrouve une prospérité relative à partir du VIIe siècle, devenu la seigneurie de l'abbaye de Saint-Denis. L'existence d'une communauté villageoise est attestée par la donation en 894 d'une ferme sur le territoire royal de Cercelles « Ex fisco nostro Cercilla » par le roi Eudes à Heriman, trésorier de l'abbaye de Saint-Denis. Celui-ci lui accorde ainsi que sept familles serves et un moulin sur la rivière Rodonus, le Petit Rosne. Au XIIIe siècle, on trouve la graphie Sarcella.
Des seigneurs vassaux des Montmorency organisent des campagnes d'essartage et provoquent le développement économique du village. Durant la guerre de Cent Ans, Sarcelles est occupé par les Anglais de 1420 à 1436, puis est détruit par les huguenots en 1567 lors de leur retrait après la bataille de Saint-Denis. Propriété des Popincourt au milieu du XVe siècle, elle était la possession des Neufbourg et fut érigée en marquisat en 1629. La propriété passa en 1685 au marquis d'Hautefort qui y fonda un hôpital.

### Temps modernes

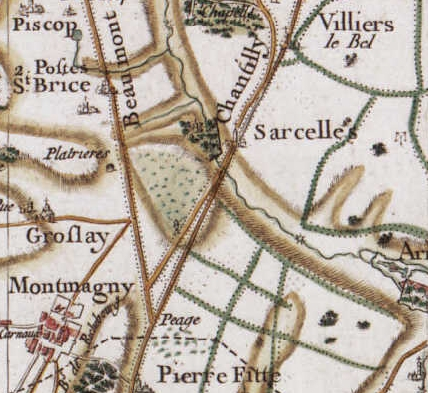
Sarcelles vers 1780 (carte de Cassini).

Le village du XVIIIe siècle vit de la viticulture et des arbres fruitiers. Le dénombrement de l'élection de Paris compte trente-neuf feux en 1709 ; le dictionnaire universel publié en 1726 annonce mille-soixante habitants.
En 1729, lorsque l'archevêque de Paris révoque le curé de Sarcelles, l'auteur pamphlétaire Nicolas Jouin écrira une suite de harangues qui eurent un tel succès qu'elles donnèrent naissance à un genre littéraire : la sarcellade, du nom du village,,.

### Époque contemporaine

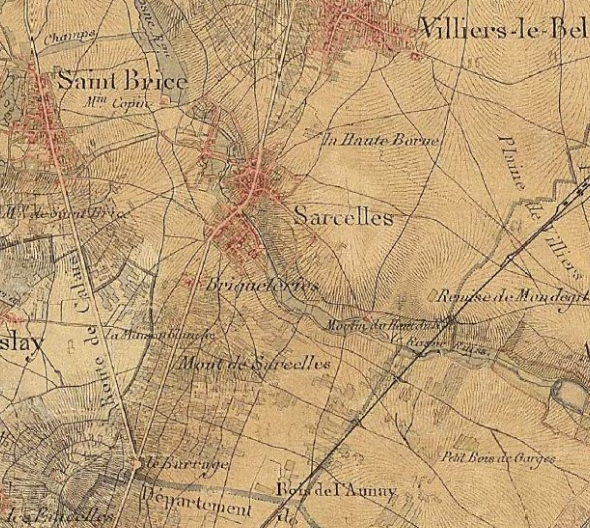
Sarcelles sur la Carte d'état-major, vers 1870.

Au XIXe siècle, Sarcelles, comme de nombreuses communes environnantes, vit essentiellement de la viticulture. La vigne occupe alors la quasi-totalité de la surface cultivable. Mais à la suite de l'épidémie de phylloxéra de 1879 qui décima les vignes, les Sarcellois se reconvertissent dans les cultures légumières au tout début du XXe siècle, en particulier dans la culture des petits-pois qui nécessitaient une abondante main-d'œuvre estivale, les cueilleux. Au cours des mois de récolte (juin-juillet), la population est multipliée par deux passant en 1902 par exemple de 2 380 à 4 800 habitants. La récolte était alors expédiée vers les halles de Paris par wagons entiers par sacs de 50 kg. L'arboriculture est également importante, les poiriers en particulier, les vergers s'étendant alors sur plusieurs communes de la Plaine de France et de la vallée de Montmorency après le conflit de 1870. En 1870 et 1871, le village est occupé par les Prussiens qui le laissent en ruines. Durant l'année 1892, le village est victime d'une épidémie de choléra.
Dans les années 1930, la culture légumière est prédominante : sur 350 hectares de terres cultivables, 96 sont occupés par les cultures de petits-pois, 65 par les choux-fleurs.

Sarcelles au tout début du XXe siècle
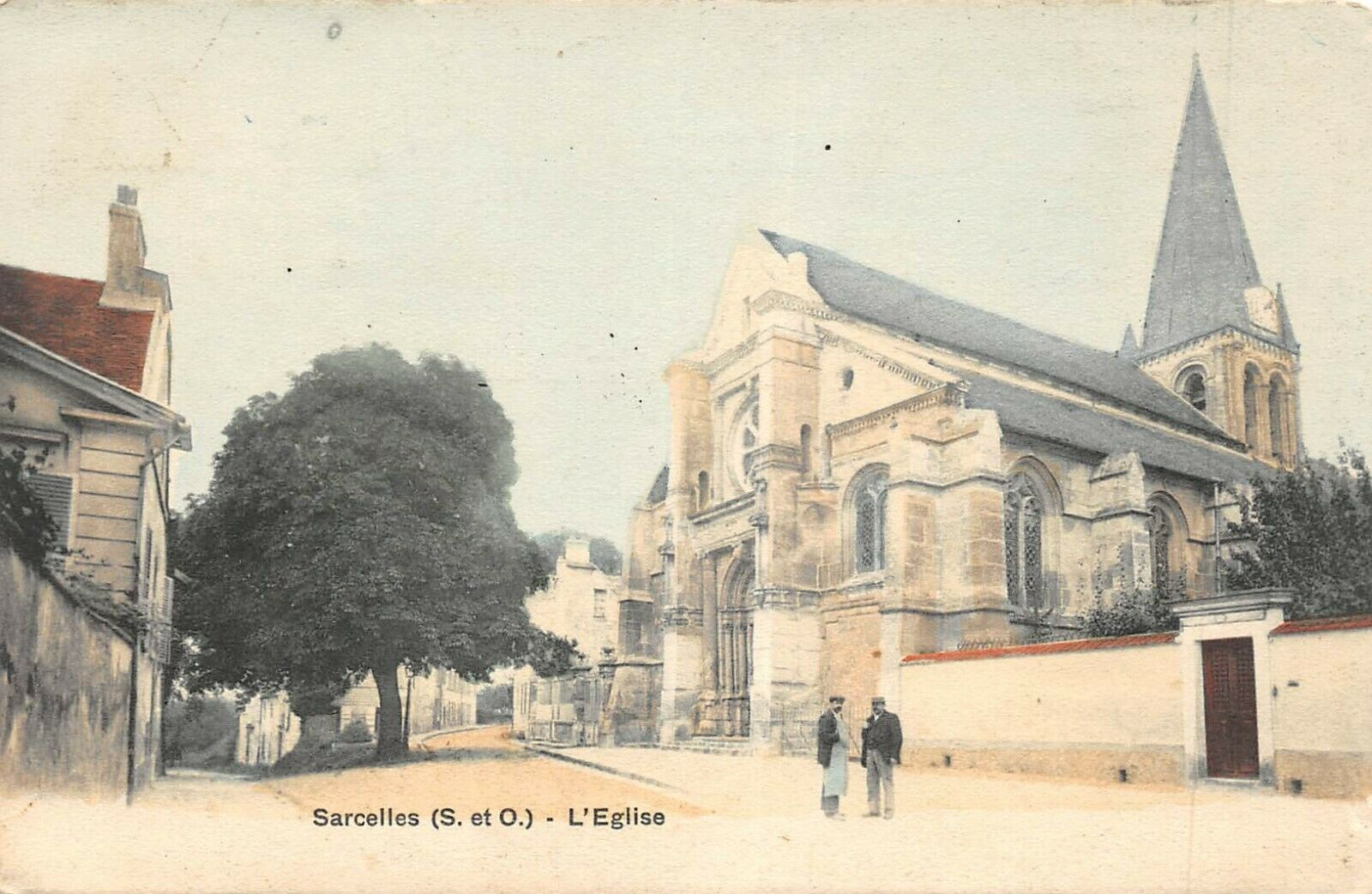
Le centre du village avec l'église.
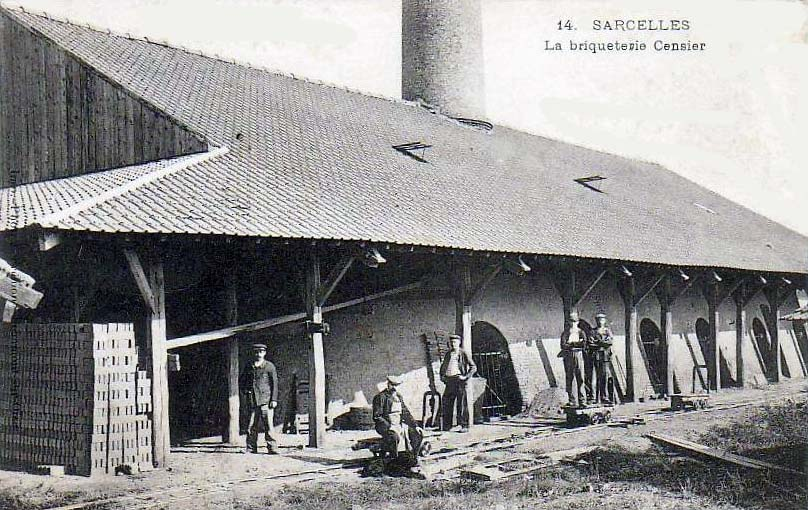
La briqueterie Censier.
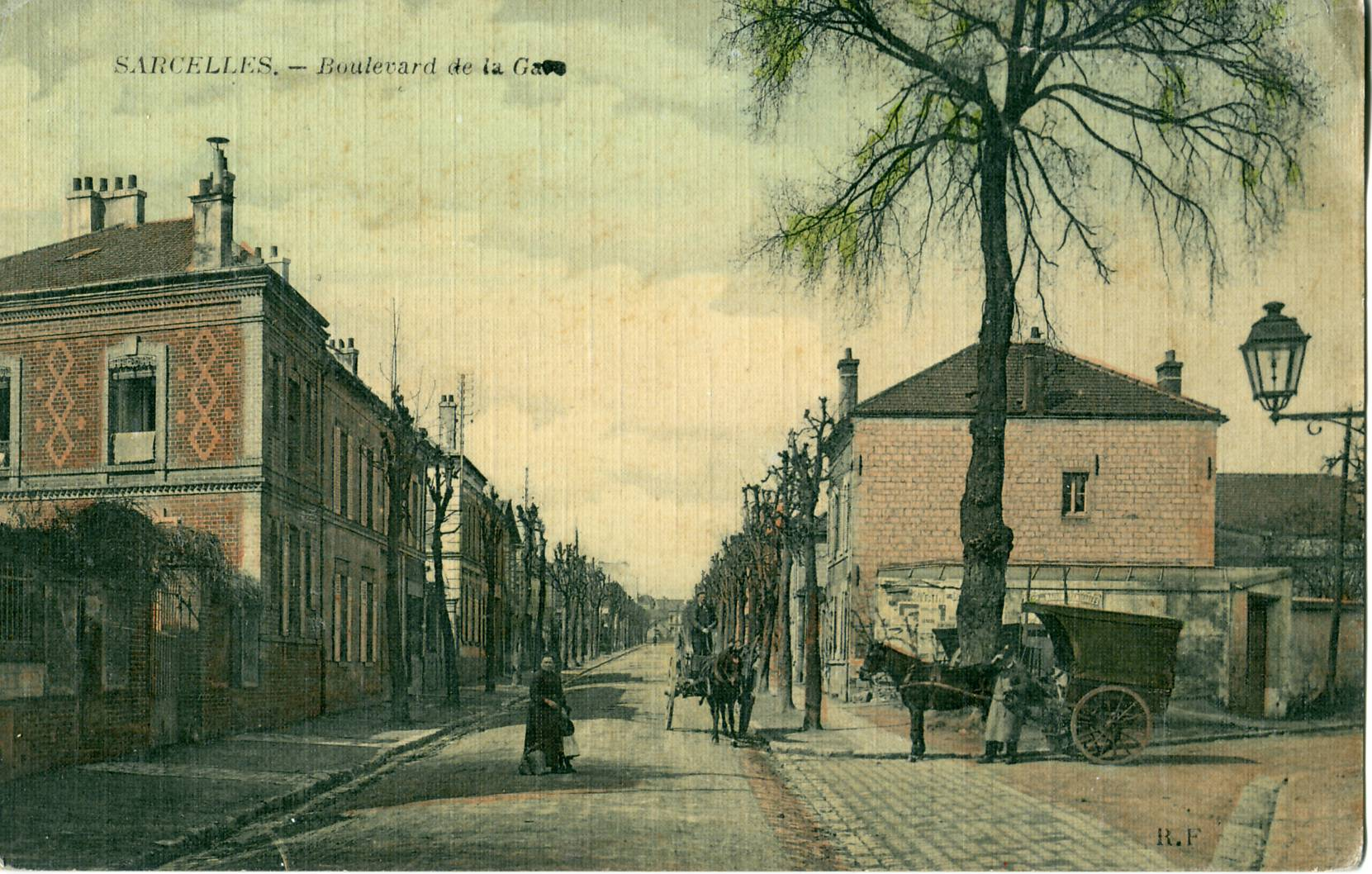
Le boulevard de la Gare.
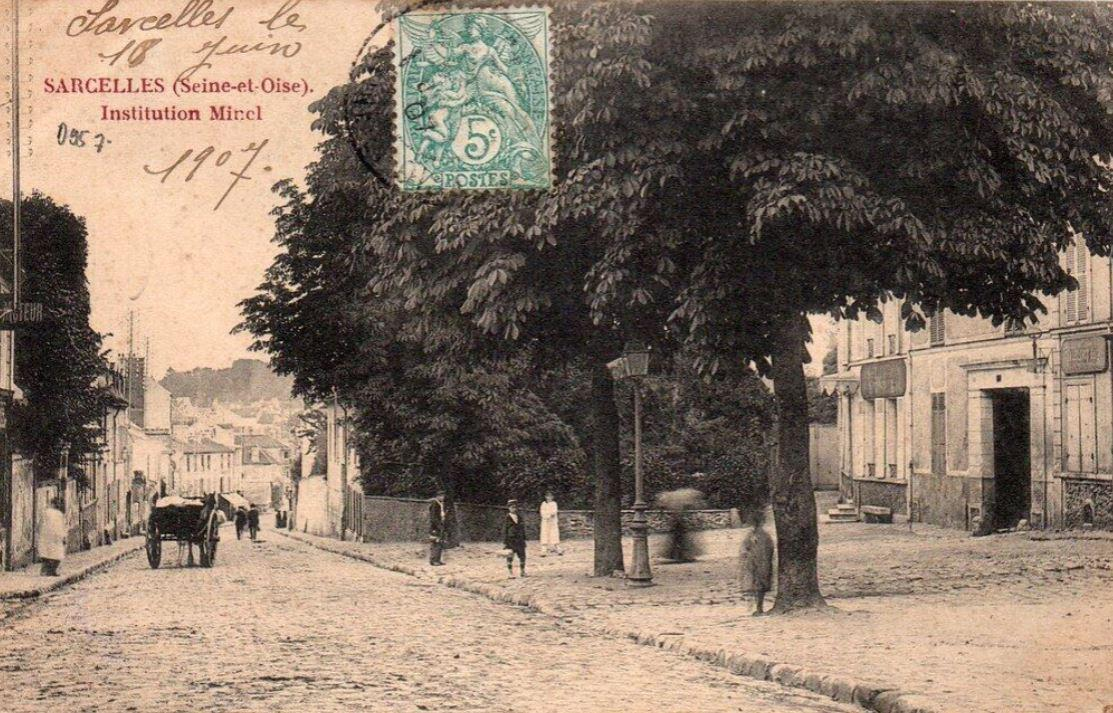
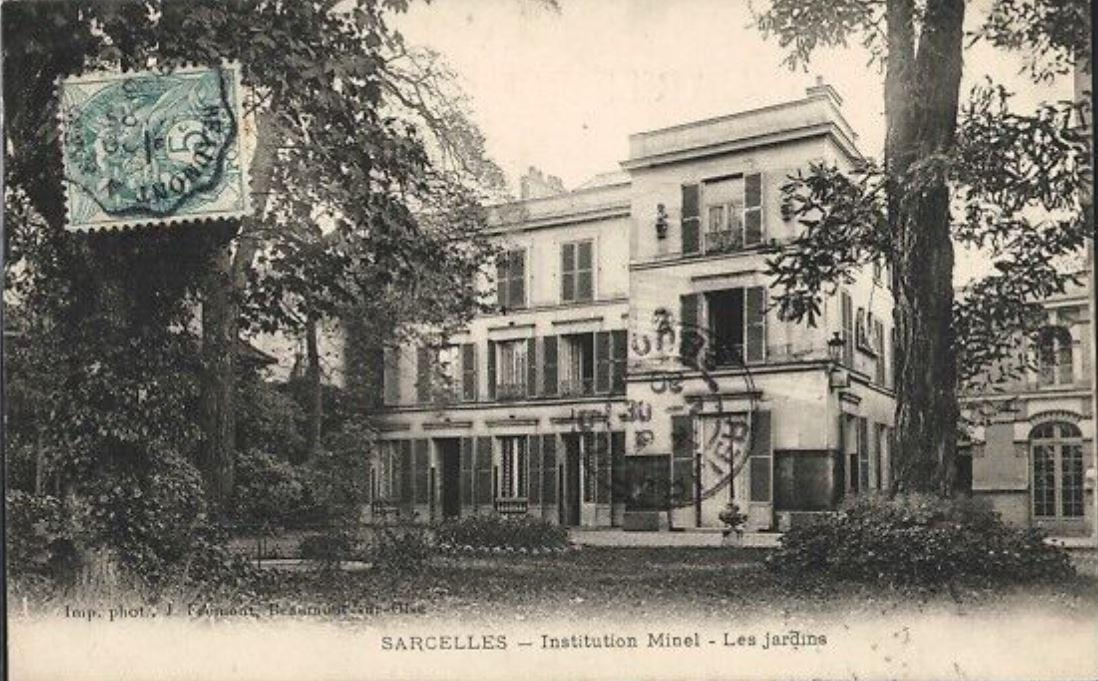
L'Institution Minel et ses jardins.
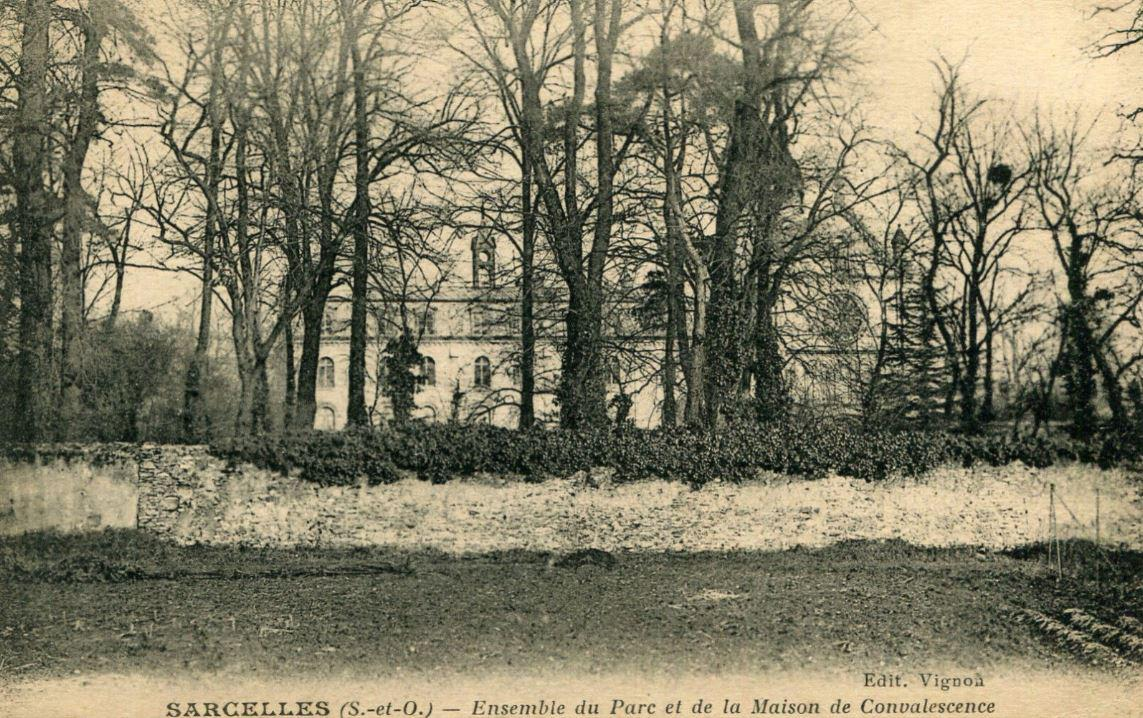
Le parc de la maison de convalescence.

Durant le XXe siècle, Sarcelles perd peu à peu son caractère rural avec l'implantation de diverses industries : une cotonnerie, une fonderie d'aluminium, une fabrique de rubis synthétiques, une autre de tuiles, une de briques, de dentelles en fil d'or, ou encore de toiles. L'activité de briquetier fut très présente à Sarcelles de la Révolution française à la fin de la Seconde Guerre mondiale grâce à la nature argileuse du sous-sol. Deux familles ont dominé localement cette activité : les Censier durant plus d'un siècle, et les Bastin.
La ville de Sarcelles s'est engagée dans un travail de collecte de la mémoire des Sarcellois : la mémoire de la libération des habitants, là où ils vivaient pendant cette période de guerre. Ces textes publics permettront de mieux comprendre le quotidien des français pendant cette période douloureuse. Il sera également possible de lire l'histoire de Sarcelles pendant cette période.

#### Le Grand Ensemble

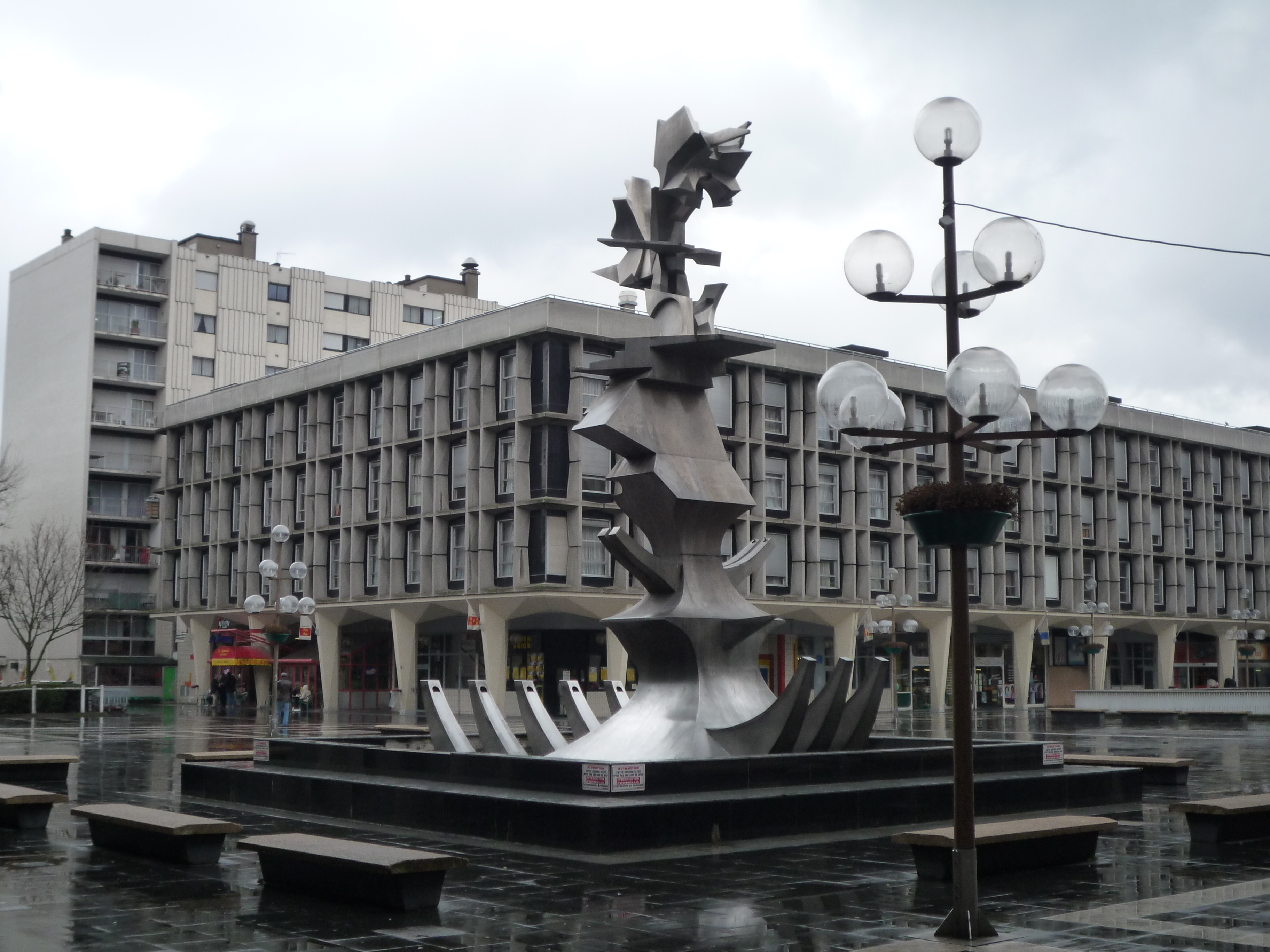
La place de France, en 2009.

Mais c'est après la Seconde Guerre mondiale que l'histoire de Sarcelles s'accélère. Dans un contexte national de pénurie de logements amplifiée par un solde naturel très positif (« baby boom ») et dans le même temps une immigration massive mais également le rapatriement des français d'Algérie dont une partie non négligeable s'installera à Sarcelles, un Grand Ensemble dit de première génération (caractérisé par urbanisme de longues barres horizontales, sans recherche architecturale, le long des rails implantés pour les grues de chantier) s'installera ex nihilo au milieu des champs de la bourgade sarcelloise.
On doit la conception de la cité aux architectes français Jacques Henri Labourdette et Roger Boileau, qui ont œuvré entre 1955 et 1975. Au total, ce sont 12 368 logements qui sont ainsi construits pour le compte de la SCIC et ses filiales, ce qui en fait sans doute le plus vaste grand ensemble de France.
Une campagne commence dans les années 1962-1963 menée par la grande presse quotidienne de l'époque (l'Aurore, le Figaro, France soir...) où va se dégager peu à peu le thème de la sarcellite (le terme de la « sarcellite » aurait été inventé par un habitant s’exprimant sur les ondes d’Europe 1). La « sarcellite » serait la maladie des habitants de Sarcelles, la maladie des habitants des grands ensembles. Les journalistes de la presse écrite, qui disaient avoir enquêté dans les grands ensembles, développaient des représentations médiatiques qui condamnaient Sarcelles et les grands ensembles. Mais les historiens des grands ensembles mettent en évidence, à l'encontre de cela, un véritable attachement des habitants à leur cité, qui était aussi visible dans des émissions de la RTF. Sarcelles n'était par ailleurs pas un désert social, politique ou idéologique. Les militants d'associations locales, les réseaux chrétiens, chrétiens de gauche, les partis politiques (PSU, PCF...) étaient présents.
En juillet 2014, à l'occasion de manifestations en faveur de la Palestine, des émeutes accompagnées de violences éclatent dans la ville, qui avait déjà autrefois été fortement touchée par les émeutes de 2005 et de 2007,.

## Politique et administration

### Rattachements administratifs
Antérieurement à la loi du 10 juillet 1964, la commune faisait partie du département de Seine-et-Oise. La réorganisation de la région parisienne en 1964 fit que la commune appartient désormais au département du Val-d'Oise  après un transfert administratif effectif au 1er janvier 1968.
La ville est le chef-lieu de l'arrondissement de Sarcelles depuis l'an 2000,. La sous-préfecture a emménagé à Sarcelles quatre ans plus tard, en avril 2004. C'est par l'impulsion de Jean-Pierre Chevènement, alors ministre de l'Intérieur, et de son conseiller Jean-Yves Autexier (Maire-adjoint à Sarcelles d'Henri Canacos, maire PCF jusqu'en 1983) que le déménagement de la sous-préfecture a été possible.
Sarcelles faisait partie de 1801 à 1964 du canton d’Écouen, puis de 1964 à 1967 du canton de Sarcelles du département de Seine-et-Oise. Dans le cadre de la mise en place de celui du Val-d'Oise, elle est divisée entre les cantons de Sarcelles-Est et de Sarcelles-Saint-Brice. Une réforme de 1985 fait que Sarcelles est alors divisée en deux cantons (Sarcelles-Nord-Est et Sarcelles-Sud-Ouest. Dans le cadre du redécoupage cantonal de 2014 en France, cette circonscription administrative territoriale a disparu, et le canton n'est plus qu'une circonscription électorale.

### Rattachements électoraux
Pour les élections départementales, la commune depuis 2014 constitue le canton de Sarcelles, dont elle est le bureau centralisateur.
Pour l'élection des députés, elle fait partie de la huitième circonscription du Val-d'Oise.

### Intercommunalité
La commune a créé en 1997 avec Villiers-le-Bel la communauté de communes Val de France à laquelle d'autres communes ont ensuite adhéré et qui s'est transformée en communauté d'agglomération en 2002 sous le nom de communauté d'agglomération Val de France.
Dans le cadre de la mise en œuvre de la loi MAPAM du 27 janvier 2014, qui prévoit la généralisation de l'intercommunalité à l'ensemble des communes et la création d'intercommunalités de taille importante, ainsi que de la volonté de mieux répartir les ressources fiscales générées par le pôle aéroportuaire de l'Aéroport de Paris-Charles-de-Gaulle, cette intercommunalité fusionne avec la communauté d'agglomération Roissy Porte de France en intégrant des communes issues de la communauté de communes Plaines et Monts de France, créant le 1er janvier 2016, la communauté d'agglomération Roissy Pays de France, dont la commune est désormais membre.

### Élections municipales et communautaires

#### Élections les plus récentes
Lors des élections municipales de 2008, la liste d'union de la gauche conduite par François Pupponi a été élue dès le premier tour avec 68,83 % des suffrages exprimés. Cela lui ouvre la voie pour un second mandat (2008-2014), ou un troisième si l'on prend en compte sa succession à Dominique Strauss-Kahn en 1997. Il est réélu lors des municipales de 2014, mais, frappé par les règles limitant le cumul des mandats en France doit démissionner en août 2017 à la suite de sa réélection comme député dans la huitième circonscription du Val-d'Oise.
Il fait élire en septembre 2017 par le conseil municipal son successeur, Nicolas Maccioni, son premier adjoint aux finances depuis 2014. Celui-ci ayant démissionné en mars 2018 pour « des raisons personnelles et familiales », il est remplacé par la communiste Annie Péronnet en mars 2018, élue avec 28 voix, 17 abstentions, alors que la majorité municipale compte 36 sièges. Celle-ci démissionne « pour raisons de santé » en décembre 2018. Le conseil municipal élit donc le quatrième maire de la mandature 2014-2020, Patrick Haddad, unique candidat du groupe de la majorité socialiste et apparenté, par 34 voix contre 9 face à David Grandon (LREM).
Lors du deuxième tour des élections municipales de 2020 dans le Val-d'Oise, la liste PS menée par le maire sortant Patrick Haddad remporte la majorité absolue des suffrages exprimés, avec 5 584 voix (57,85 %, 36 conseillers municipaux élus dont 13 communautaires) devance de 1 516 voix celle DVG  de l'ancien maire François Pupponi (4 068 voix, 42,14 %, 9 conseillers municipaux élus, dont 3 communautaires), lors d'un scrutin marqué par la pandémie de Covid-19 en France où 63,98 % des électeurs se sont abstenus,.
L'un des colistiers de François Pupponi a contesté les résultats des élections, alléguant de nombreuses et graves irrégularités dans la campagne électorale et des comptes de campagne. Aucun de ces griefs n'a été retenu par le tribunal administratif de Cergy, qui a donc confirmé le 19 février 2020 la régularité de l'élection.

#### Liste des maires
| Période                                  | Période                    | Identité                        | Étiquette | Qualité |
| ---------------------------------------- | -------------------------- | ------------------------------- | --------- | --- |
| Les données manquantes sont à compléter. |                            |                                 |           | |
| 1794                                     | 1794                       | M. Mennessieu                   |           | |
| 1794                                     | 1795                       | M. Dallet                       |           | |
| 1795                                     | mars 1800                  | M. Boulière                     |           | |
| mars 1800                                | novembre 1800              | M. Bonnevie                     |           | |
| 1800                                     | 1801                       | M. Delpine                      |           | |
| 1801                                     | 1813                       | M. Boulière                     |           | |
| 1813                                     | 1814                       | M. Desaisement                  |           | |
| 1814                                     | 1819                       | M. Bonnevie                     |           | |
| 1819                                     | 1827                       | M. Payen                        |           | |
| 1827                                     | 1831                       | M. Prunier                      |           | |
| 1831                                     | 1833                       | M. Robineau                     |           | |
| 1833                                     | 1834                       | M. Prunier                      |           | |
| 1834                                     | 1846                       | André-Jacques Delaruelle        |           | Avocat et avoué à Paris |
| 1846                                     | 1852                       | M. Billos                       |           | |
| 1852                                     | 18??                       | M. Lassere                      |           | |
| 1871                                     | 1876                       | M. Thibault                     |           | |
| 1876                                     | 1878                       | M. Veilly                       |           | |
| 1878                                     | 1896                       | M. Ayle                         |           | |
| 1896                                     | 1904                       | M. Malherbe                     |           | |
| 1904                                     | 1908                       | M. Delsarte                     |           | |
| 1908                                     | 1919                       | M. Dessaigne                    |           | |
| 1919                                     | 1923                       | M. Carpin                       |           | |
| 1923                                     | 1939                       | Olivier Ernest Georges Langlois |           | Épicier |
| 1939                                     | 1953                       | Henri Meyer                     | SFIO      | |
| 1953                                     | 1962                       | André Colle                     |           | |
| 1962                                     | 1965                       | René Salmon                     | DVD       | Conseiller général de Sarcelles-Centre (1964 → 1965) |
| 1965                                     | mars 1983,                 | Henry Canacos,                  | PCF       | Agent technique Député du Val-d'Oise (5e circ.) (1967 → 1968, 1973 → 1981) Conseiller général de Sarcelles-Centre (1965 → 1966) Élection municipale annulée |
| octobre 1983                             | juin 1995                  | Raymond Lamontagne,             | RPR       | Directeur de maison de retraite Député du Val-d'Oise (7e circ.) (1993 → 1997) Conseiller général de Sarcelles-Saint-Brice (1976 → 1979) puis de Sarcelles-Sud-Ouest (1979 → 1993) Vice-président[Quand ?] du Conseil général du Val-d'Oise Conseiller régional[Quand ?] |
| juin 1995,                               | juin 1997                  | M. Dominique Strauss-Kahn       | PS        | Professeur d'université Ministre (1991 → 1993 et 1997 → 1999) Député du Val-d'Oise (8e circ.) (1988 → 1991, 1997 et 2002→ 2007) Démissionnaire après sa nomination comme ministre                                                                                       |
| juin 1997                                | août 2017                  | François Pupponi                | PS        | Député du Val-d'Oise (8e circ.) (2007 → ) Conseiller général de Sarcelles-Nord-Est (1998 → 2008) Vice-président de la CA Val de France (2014 → ) Président de l'ANRU (2014 → 2017) Démissionnaire à la suite de sa réélection comme député                              |
| septembre 2017,                          | mars 2018                  | Nicolas Maccioni                | PS        | Directeur des affaires publiques et des relations avec les territoires d'Akuo Energy. Démissionnaire |
| mars 2018,                               | décembre 2018              | Annie Péronnet                  | PCF       | Vice-présidente de la CA Roissy Pays de France (2016 → 2018) Démissionnaire |
| décembre 2018,                           | En cours (au 19 août 2024) | Patrick Haddad                  | PS        | Vice-président de la CA Roissy Pays de France (2020 → ) Conseiller départemental de Sarcelles (2021 → ) Réélu pour le mandat 2020-2026 |

### Autres élections
Lors de l’élection présidentielle de 2002, le premier tour a vu arriver en tête Lionel Jospin avec 25,0 %, suivi de Jacques Chirac avec 15,1 %, Jean-Marie Le Pen avec 13,4 %, puis Alain Madelin avec 11,9 %, Christiane Taubira avec 8,5 %, François Bayrou avec 5,0 %, Jean-Pierre Chevènement avec 4,5 % et Arlette Laguiller avec 4,0 %, aucun autre candidat ne dépassant le seuil des 3,5 %.
Au second tour, les électeurs ont voté à 86,5 % pour Jacques Chirac contre 13,5 % pour Jean-Marie Le Pen avec un taux d’abstention de 23,9 %, valeurs très supérieures en faveur de Jacques Chirac par rapport à la tendance nationales (respectivement 82,21 % et 17,79 % ; abstention 20,29 %).
À l’élection présidentielle de 2007, le premier tour a vu très majoritairement les suffrages se placer sur les deux principaux candidats, en tête Ségolène Royal avec 37,35 % (national : 25,87 %), suivi de Nicolas Sarkozy avec 33,98 % (national : 31,18 %), puis François Bayrou avec 12,95 % et Jean-Marie Le Pen avec 6,90 %, aucun autre candidat ne dépassant le seuil des 3,5 %. 
Le second tour a vu arriver en tête Ségolène Royal avec 53,27 %, Nicolas Sarkozy totalisant 46,73 % des suffrages sarcellois, chiffres inverses aux résultats nationaux avec un taux d'abstention de 18,19 %, légèrement supérieur à la moyenne nationale de 16,03 %.
Au premier tour de l’élection présidentielle de 2012, les quatre premiers candidats retenus par les électeurs de Sarcelles sont François Hollande (43,95 %  des suffrages exprimés)  Nicolas Sarkozy (26,79 %), Jean-Luc Mélenchon (11,41 %) et Marine Le Pen (10,03 %).
Au second tour, le candidat élu François Hollande obtient 12 388 voix (60,94 %) et Nicolas Sarkozy 8 132 voix (39,06 %) lors d'un scrutin où 23,56 % des électeurs se sont abstenus.
Au premier tour de l’élection présidentielle de 2017, les quatre premiers candidats retenus par les électeurs de Sarcelles sont Jean-Luc Mélenchon (29,92 % des suffrages exprimés), François Fillon (22,21 %), Emmanuel Macron (22,20 %) et Marine Le Pen (11,80 %). 
Au second tour, le candidat élu Emmanuel Macron obtient 13 424 voix (78,81 %) et Marine Le Pen 3 609 voix (21,19 %) lors d'un scrutin où 34,75 % des électeurs se sont abstenus.
Au premier tour de l’élection présidentielle de 2022, les quatre premiers candidats retenus par les électeurs de Sarcelles sont Jean-Luc Mélenchon (47,95 % des suffrages exprimés), Emmanuel Macron (18,73 %), Marine Le Pen (12,62 %) et Éric Zemmour (11,55 %). 
Au second tour, le candidat élu Emmanuel Macron obtient 9 722 voix (67,87 %) et Marine Le Pen 4 602 voix (32,13 %), lors d'un scrutin où 44,95 % des électeurs se sont abstenus.

### Instances de démocratie locale
Depuis juin 2000, Sarcelles possède également un conseil des retraités citoyens, ouvert aux personnes âgées d’au moins cinquante ans et en préretraite ou retraite. Cette initiative a été mise en œuvre après avoir constaté que bon nombre de retraités souhaitaient fortement être acteurs dans la vie de la cité et y jouer un rôle social. Ils participent à une ou plusieurs des quatre commissions thématiques de réflexion : citoyenneté, environnement, interculturelle et mémoire[réf. nécessaire].
La ville possède également un conseil local des jeunes, composé de vingt-quatre jeunes âgés de quinze à vingt ans et issus des différents quartiers de la ville.

### Jumelages

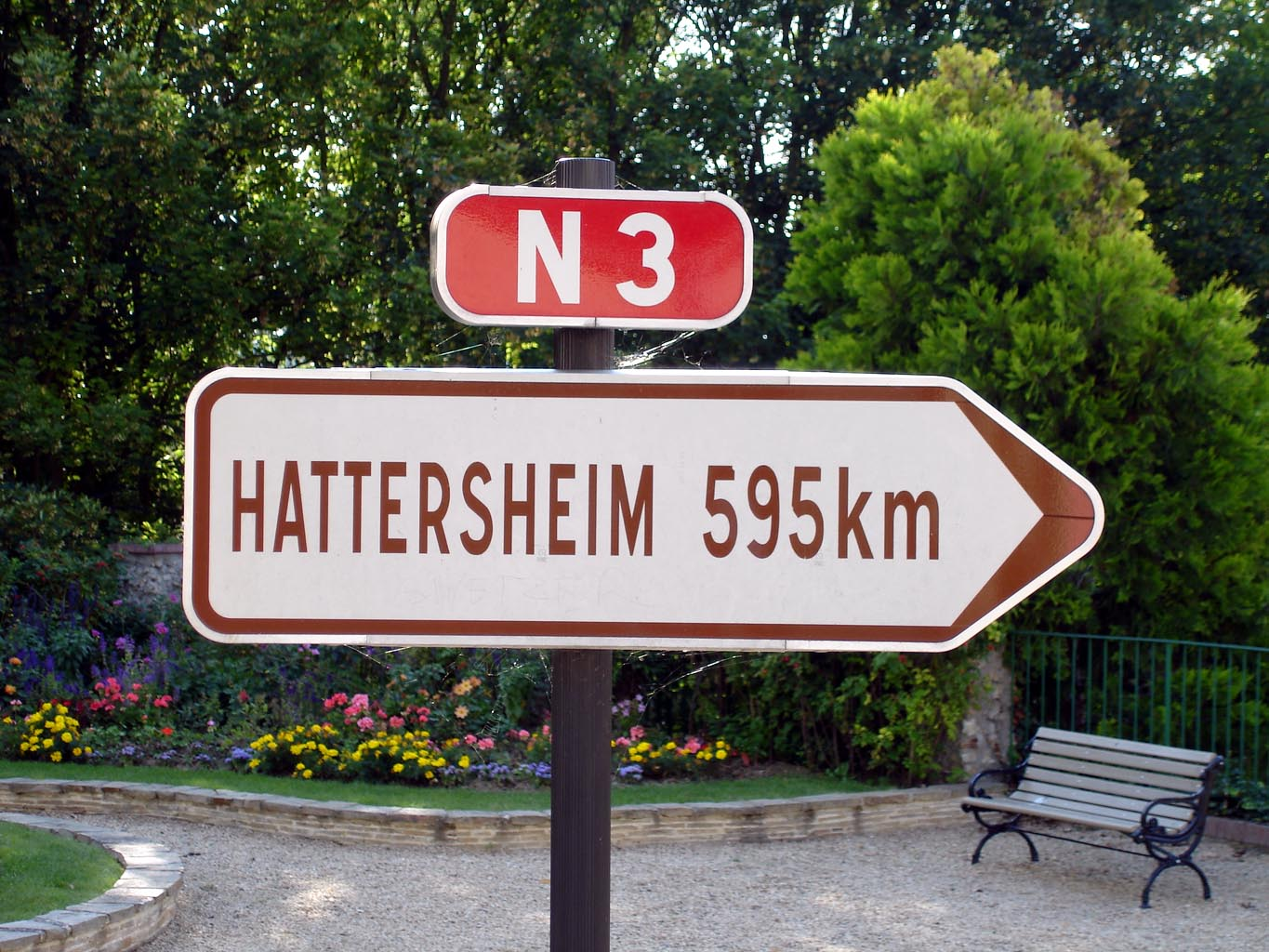
Square d'Hattersheim.

- Netanya (Israël).
- Hattersheim am Main (Allemagne) depuis 1987.
- Martakert (Azerbaïdjan) depuis 2015[81].

## Équipements et services publics

### Espaces publics
Sarcelles possède deux fleurs au Concours des villes et villages fleuris, récompensant les efforts de fleurissement de la commune[Quand ?].

### Enseignement
Cinquante-cinq établissements scolaires dispensent l'enseignement à Sarcelles dont cinq privés.
Il faut y ajouter deux établissements spécialisés :
- l'institut médico-éducatif Henri Wallon ;
- l'I.U.T. dépendant de l'université de Cergy-Pontoise.

Lycées :
- le lycée polyvalent J.J.-Rousseau (en) ;
- le lycée polyvalent de La Tourelle.

La ville relève de l'académie de Versailles et de l'inspection académique du Val-d'Oise. Les écoles de la commune sont gérées par les inspections de l'inspection départementale de l’Éducation nationale de Saint-Brice-Sarcelles-Nord (6, allée Jean-de-La Fontaine 95350 Saint-Brice-sous-Forêt) et de Sarcelles-Sud (École Delpech, 148, avenue de la Division-Leclerc). Les deux circonscriptions font partie du bassin d'éducation et de formation de Sarcelles.

### Équipements culturels

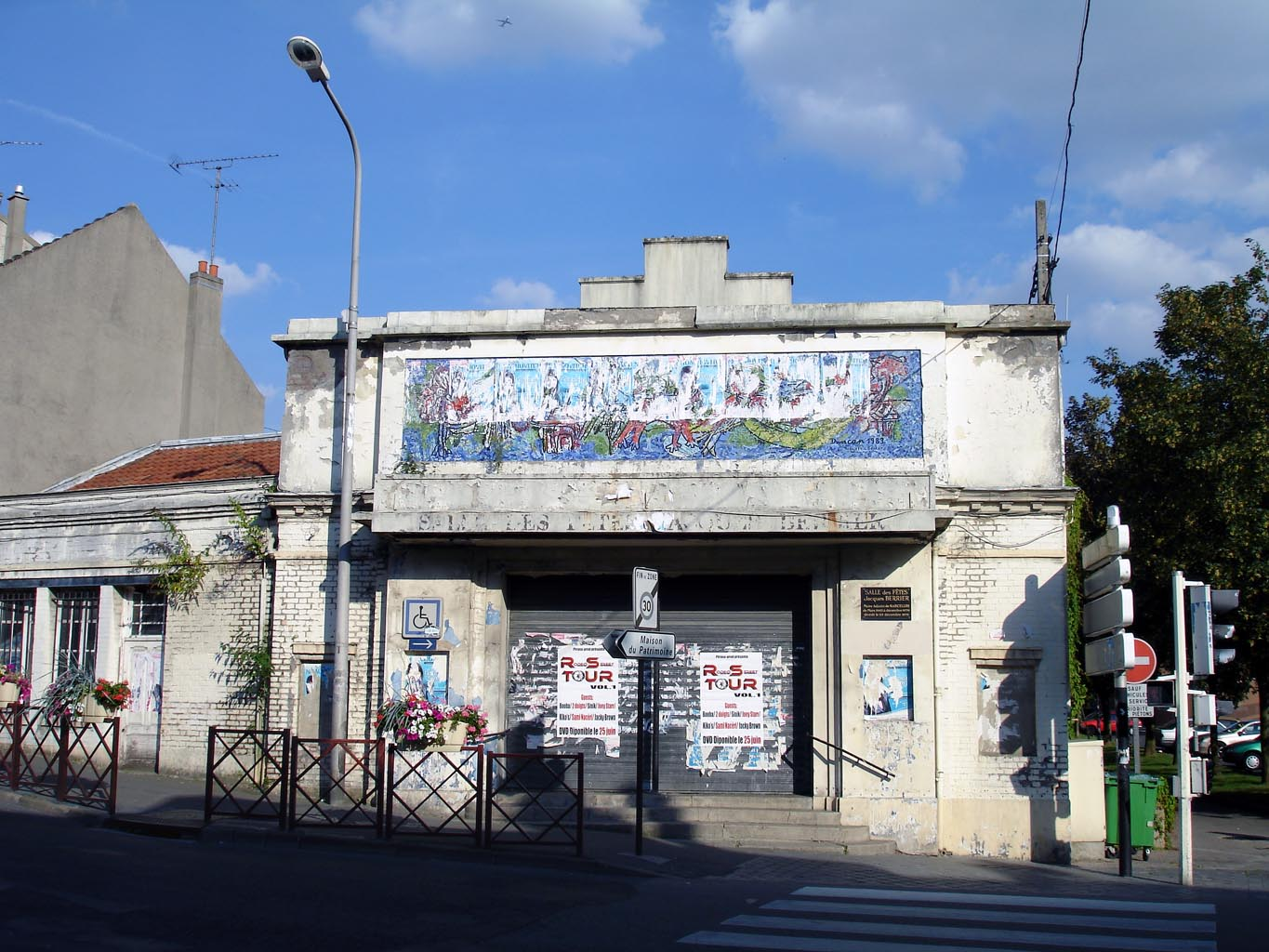
La salle des fêtes Jacques-Berrier, à Sarcelles-Village.

La ville offre toute l'année un accès varié à la culture :
La Médiathèque Intercommunale Anna Langfus (3, place Jean Moulin, anciennement 7, Bd Bergson), actuellement mise en réseau avec les autres médiathèques de la Communauté d'agglomération Roissy Pays de France. Près de 70 000 documents : presse, livres, dvd, cd et vinyles, sont proposés à l’emprunt ou en lecture sur place dans des espaces aérés et lumineux. Une exposition permanente présente les « Grands ensembles » de manière ludique et interactive.
L'école municipale de musique à rayonnement communal, enseigne une trentaine de disciplines, pour les enfants comme pour les adultes, dont le jazz, les instruments à cordes ou à vent ainsi que des pratiques collectives : chorales, musique de chambre, ateliers, etc. ;
L'école municipale d'arts Janine-Haddad (5, route de Garges) ;
La salle André-Malraux (rue Taillepied - Sarcelles Village),
La maison du patrimoine, (1 rue des Piliers - Sarcelles-Village) ;
Plusieurs maisons de quartier, comme celles des Vignes blanches, des Chardonnerettes et Valéry Watteau. Et trois centres sociaux : l'un municipal Rosier-Chantepie (1 rue Gascogne), le second de la Caisse d'Allocations Familiales du Val-d'Oise Les Lochères (centre commercial no 4, avenue Paul-Valéry) et le dernier associatif Ensemble à Sarcelles (5 rue de Pontoise)
Le « Club des Belles Images » est une association des photographes amateurs et professionnels créée en 1971.
Le Forum des Cholettes, fermé en 1997 pour cause d'amiante, était un centre culturel fondateur de l'identité du Grand Ensemble. Grande salle de spectacles, cinéma de 250 places, foyers d'exposition, salle de bal, etc.
Depuis 2017, la ville dispose d'un multiplexe à l'enseigne CGR My Place.

### Équipements sportifs
Sarcelles possède un important centre sportif accompagné de plusieurs gymnases et autres équipements sportifs à travers la commune :
- Le centre sportif Nelson-Mandela, avenue Paul-Langevin, comprend :
  - une piscine olympique (la seule du Val-d'Oise), comportant trois bassins
  - des terrains de tennis couverts
  - des terrains de football
  - la maison du rugby
  - un espace de tir à l'arc
  - un terrain de rugby
  - le dojo de karaté Marcel Testard
- Le gymnase Jean-Jaurès, avenue Pierre-Kœnig
- Le gymnase Saint-Éxupéry, allée Bossuet
- Le gymnase Louis-Pasteur, rue Marius-Delpech
- Le gymnase Pauline-Kergomard, avenue Auguste-Perret
- Le gymnase Albert-Camus, allée Radiguet
- Le gymnase Michel-Briand, rue Voltaire
- Le gymnase des Chardonnerettes, place des Trois-Noyers
- Une salle de gymnastique, avenue Joliot-Curie
- La salle Saint-Saëns, salle d'arts martiaux, avenue César-Franck
- La salle de boxe des Chardonnerettes, avenue Gabriel Péri
- La salle Jacques Prévert, rue d'Alsace
- Le stade Léo-Lagrange, rue du Stade
- Le stade Émile-Zola, rue Emile-Zola
- Deux boulodromes, chemin de Chantereine et place des Marais

L'Association Amicale et Sportive de Sarcelles, club omnisports. Sa section notable est le Karaté, no 1 en France au classement 2006 de la Fédération

### Santé
Sarcelles relève de deux centres hospitaliers : l'hôpital de Gonesse et le centre hospitalier Intercommunal d'Eaubonne-Montmorency (CHEIM). La ville accueille par ailleurs l'Hôpital Privé Nord Parisien, fondé en 1963, qui a ouvert en 2019 un important centre de néphrologie, le plus grand du Val-d’Oise.
La commune dispose de trois maisons de retraite[Quand ?], les résidences Mapi (privée), Santé le cèdre bleu (publique) et la résidence des Vergers (foyer logement).

### Action sociale
- Le centre communal d'action sociale (CCAS) de Sarcelles.
- Les crèches : crèche familiale Flora-Tristan, crèche familiale Saint-Saëns, crèche familiale Chantepie, crèche familiale Pablo-Réjas
- Protection de l'enfance : un service d’action éducative en milieu ouvert (AEMO), un club de prévention spécialisée de Sarcelles, l’Œuvre de protection des enfants juifs (OPEJ).

### Justice, sécurité, secours et défense
La ville de Sarcelles possède une mauvaise réputation en ce qui concerne la sécurité et les revenus des habitants. En effet, la ville connait un taux de criminalité très élevé et figure parmi les villes les plus pauvres de France, avec un taux de chômage particulièrement haut. Le quartier des Lochères  souffre aujourd’hui encore d'une délinquance enracinée, de l’implantation du trafic de drogues et d'organisations criminelles en bandes organisées mais également d'insalubrité. Il a été retenu parmi les principaux « quartiers de reconquête républicaine ». Les affrontements entre bandes sont les plus gros fléaux de la ville. Elle a été sévèrement touchée par les émeutes de 2005 et fut l'un des épicentres des émeutes de 2007[réf. nécessaire].
Sarcelles relève de la compétence du tribunal de proximité de Gonesse (depuis la suppression du tribunal d'instance d'Écouen en février 2008), et du tribunal judiciaire ainsi que de commerce de Pontoise. La ville accueille par ailleurs une maison de la justice et du droit (31, avenue du 8-Mai-1945),.

## Population et société

### Démographie

#### Évolution démographique
Sarcelles a connu un développement très rapide qui la classe dans la catégorie des villes-champignons : ne comptant qu'environ 8 000 habitants au début des années 1950, elle en avait 35 800 en 1962 et dépassait 50 000 avant la fin des années 1960, devenant la deuxième plus grande ville du Val-d'Oise derrière Argenteuil. La ville occupe le 78e rang national en population. Son taux de natalité est de 20,29/1000 et son taux de mortalité de 6,40/1000.
Sarcelles est une ville jeune : 34,9 % de la population a moins de 20 ans, 42,4 % moins de 25 ans et 13,6 % a plus de 60 ans.
L'évolution du nombre d'habitants est connue à travers les recensements de la population effectués dans la commune depuis 1793. Pour les communes de plus de 10 000 habitants les recensements ont lieu chaque année à la suite d'une enquête par sondage auprès d'un échantillon d'adresses représentant 8 % de leurs logements, contrairement aux autres communes qui ont un recensement réel tous les cinq ans,.

En 2022, la commune comptait 58 576 habitants, en évolution de +1,38 % par rapport à 2016 (Val-d'Oise : +4 %, France hors Mayotte : +2,11 %).
| 1793  | 1800  | 1806  | 1821  | 1831  | 1836  | 1841  | 1846  | 1851  |
| ----- | ----- | ----- | ----- | ----- | ----- | ----- | ----- | ----- |
| 1 600 | 1 410 | 1 588 | 1 327 | 1 615 | 1 609 | 1 735 | 1 788 | 1 622 |

| 1856  | 1861  | 1866  | 1872  | 1876  | 1881  | 1886  | 1891  | 1896  |
| ----- | ----- | ----- | ----- | ----- | ----- | ----- | ----- | ----- |
| 1 604 | 1 781 | 1 846 | 1 682 | 1 845 | 2 001 | 2 159 | 2 118 | 2 199 |

| 1901  | 1906  | 1911  | 1921  | 1926  | 1931  | 1936  | 1946  | 1954  |
| ----- | ----- | ----- | ----- | ----- | ----- | ----- | ----- | ----- |
| 2 384 | 2 603 | 2 796 | 3 364 | 5 032 | 6 292 | 7 083 | 6 622 | 8 397 |

| 1962   | 1968   | 1975   | 1982   | 1990   | 1999   | 2006   | 2011   | 2016   |
| ------ | ------ | ------ | ------ | ------ | ------ | ------ | ------ | ------ |
| 35 800 | 51 674 | 55 007 | 53 630 | 56 833 | 57 871 | 58 654 | 58 398 | 57 781 |

| 2021   | 2022   | - | - | - | - | - | - | - |
| ------ | ------ | - | - | - | - | - | - | - |
| 58 424 | 58 576 | - | - | - | - | - | - | - |

#### Immigration
Sur un total de 57 871 habitants en 1999, 9 285 (16 %) étaient nés à l'étranger et de nationalité étrangère, 6 282 (11 %) étaient français d'acquisition et 3 413 (6 %) étaient français de naissance mais nés à l'étranger ou bien dans les anciens départements français d'Algérie. La ville compte une des plus importantes communautés de rapatriés d'Algérie.
Si, parmi les étrangers, la part des Algériens (14,7 %) ou des Marocains (11,8 %) reste conforme à la moyenne régionale (respectivement 17,3 % et 10,4 %), celle des Tunisiens est importante avec 15,5 % à Sarcelles contre 6,1 % dans la région. La part des Turcs est également très importante : 12,4 % contre 2,6 % dans la région. La part des autres pays de naissance est conforme aux tendances régionales avec 37,8 %, pour l'essentiel de pays d'Afrique subsaharienne à Sarcelles,.
En 1999, 62,2 % des jeunes de moins de 18 ans étaient d'origine étrangère (au moins un parent immigré) et en 2005, les jeunes d’origine maghrébine, subsaharienne ou turque sont devenus majoritaires dans la commune,.
D'après une étude de Michèle Tribalat et Bernard Aubry retraçant l'évolution des concentrations ethniques en France entre 1968 et 2011, 67,4 % des jeunes de moins de 18 ans résidant à  Sarcelles en 2011 sont d'origine étrangère (au moins un parent immigré dont 64,6 % au moins un parent né hors d'Europe) contre 19,7 % en France métropolitaine.

### Cultes
Église catholique. Les fidèles de la paroisse de Sarcelles-village sont accueillis à l'église Saint-Pierre-et-Saint-Paul (rue de l'Église) et ceux de la paroisse de Sarcelles Lochères à l'église Sainte-Trinité-Jean-XXIII (avenue Auguste-Perret). La paroisse de Sarcelles relève du doyenné de Sarcelles et du diocèse de Pontoise. Depuis 2019, la paroisse de Sarcelles est confiée à la communauté Saint-Martin.
La communauté catholique chaldéenne se retrouve à l'église Saint-Thomas Apôtre, qui est la plus grande église d'Europe où se retrouve cette communauté, qui chante encore en araméen, la langue du Christ, ;
Église copte. Les fidèles se retrouvent à l'église Saint-Athanase ;
Église protestante. Les paroissiens de Sarcelles se retrouvent au Grenier de Sarcelles ;
Église évangélique. La communauté est gérée par le pasteur Jean-Claude Boutinon ;
Salle du Royaume des témoins de Jéhovah. Les fidèles de Sarcelles se réunissent dans la Salle du Royaume de Pierrefitte-sur-Seine ;
Islam. Les fidèles musulmans se retrouvent dans cinq mosquées. La mosquée A.M.I.S et la mosquée Foi et Unicité se trouvent dans le grand ensemble de Sarcelles. Les fidèles peuvent aussi se retrouver à la mosquée située avenue du stade dans le quartier des Chardonnerettes. Il y a aussi la mosquée En Nour située dans le quartier des Rosiers, ainsi que la mosquée de l'Association culturelle musulmane vietnamienne située dans le quartier du Haut-du-Roy;
Culte israélite. Cinq synagogues sont situées dans le grand ensemble de Sarcelles. Les fidèles peuvent aussi se retrouver dans la synagogue située dans le quartier du Haut-du-Roy ou bien dans celle, située dans un pavillon, dans le quartier des Chardonnerettes.
Un tiers des habitants sont juifs et Sarcelles est surnommée à ce titre « La Petite Jérusalem ». On y trouve la plus grande concentration de magasins cachères, de synagogues, d'écoles et autres institutions juives de toute la région parisienne. Durant l’été 2014, une manifestation en faveur de Gaza eut lieu à Sarcelles. En marge de celle-ci, des militants pro-palestiniens déclenchèrent une violente émeute antisémite, et visèrent spécialement les commerces, caillassés et incendiés, appartenant à des juifs. La synagogue, protégée par la police, a été menacée par une foule scandant des slogans antisémites tel « Mort aux Juifs ». Ces événements, qui ont fortement marqué la communauté juive et chez qui le sentiment d'insécurité à fortement augmenté, ont engendré une vague de départ dans la communauté juive de Sarcelles,,. Déjà en 2012, l'attentat à la grenade de la cellule terroriste de Cannes - Torcy avait visé une supérette casher à Sarcelles.

### Manifestations culturelles et festivités
- La biennale internationale de la gravure et des nouvelles images, toutes les années impaires, en début d'année ;
- La fête du sport, début juin ;
- La Fête du timbre[112] ;
- Le Salon des collectionneurs et exposition philatélique le dernier samedi de janvier ;
- Les festivités du 50e anniversaire du grand ensemble de Sarcelles  - celles ci avaient été organisées par la municipalité et avec la participation photographique du Club des Belles Images qui photographia des centaines de Sarcellois de tout âge et de toutes origines. Ces photos ont été exposées sur de grands panneaux muraux célébrant ainsi la diversité ethnique de Sarcelles.
- Le Festival de la photo sociale - Photsoc[113].
- La Fête des Voisins

## Économie
Sarcelles comptait 2 651 entreprises au 31 décembre 2004. 86 % de ces établissements comptaient moins de cinq salariés.
Le parc industriel de l'Escouvrier comptait en l'an 2000 sur une surface de soixante hectares 80 entreprises offrant 3 000 emplois.
Le taux de chômage en 1999 s'élevait à 20,9 %, soit 8 points de plus que la moyenne nationale. La ville comptait 1954 bénéficiaires du RMI au 31 décembre 2004.
Le revenu moyen par ménage est de 17 854 € l'an.
Sarcelles-Lochères fut l'un des premiers quartiers classés dans la liste des zones franches urbaines par la loi du 14 novembre 1996 afin de promouvoir le développement des quartiers dits « sensibles ». La ZFU de Garges - Sarcelles (Lochères) est la plus vaste de France. Entre autres entreprises, l'Agence Nationale pour le Chèque-Vacances (ANCV) y possède dorénavant son siège social.
La ville possède très peu de grandes entreprises ; parmi les principales, on peut citer les deux premières en chiffre d'affaires : JCB-France (matériels pour BTP) avec 177M d'€, Rex-Rotary (filiale de Ricoh, copieurs, connectique) avec 62M d'€ (chiffres 2004).
Ainsi que la société France Télécom-Orange, dont le central téléphonique rue Montfleury abrite le Pole SAV desservant le territoire de la Plaine Val-de-France.

## Culture locale et patrimoine

### Lieux et monuments

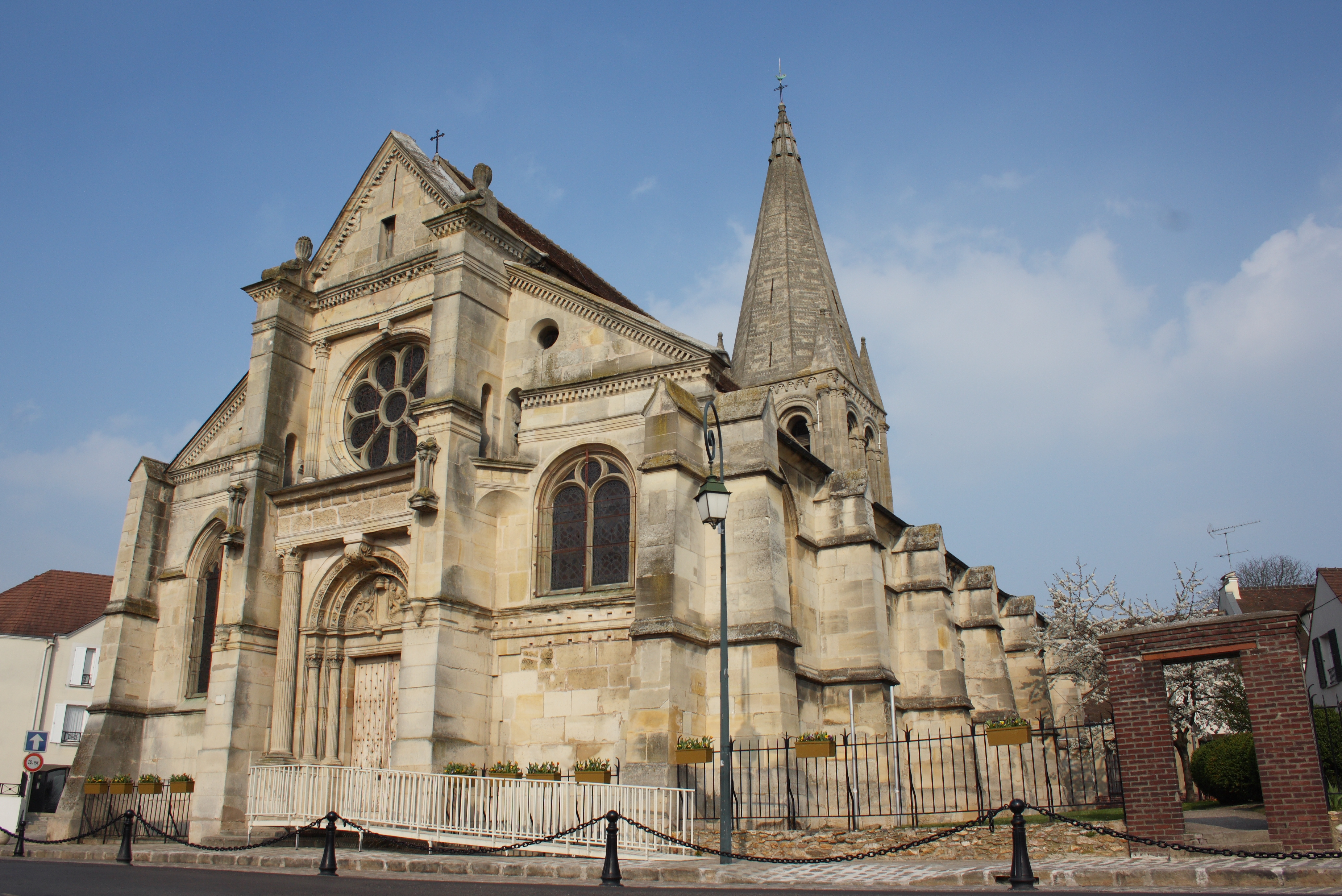
Église Saint-Pierre-et-Saint-Paul.

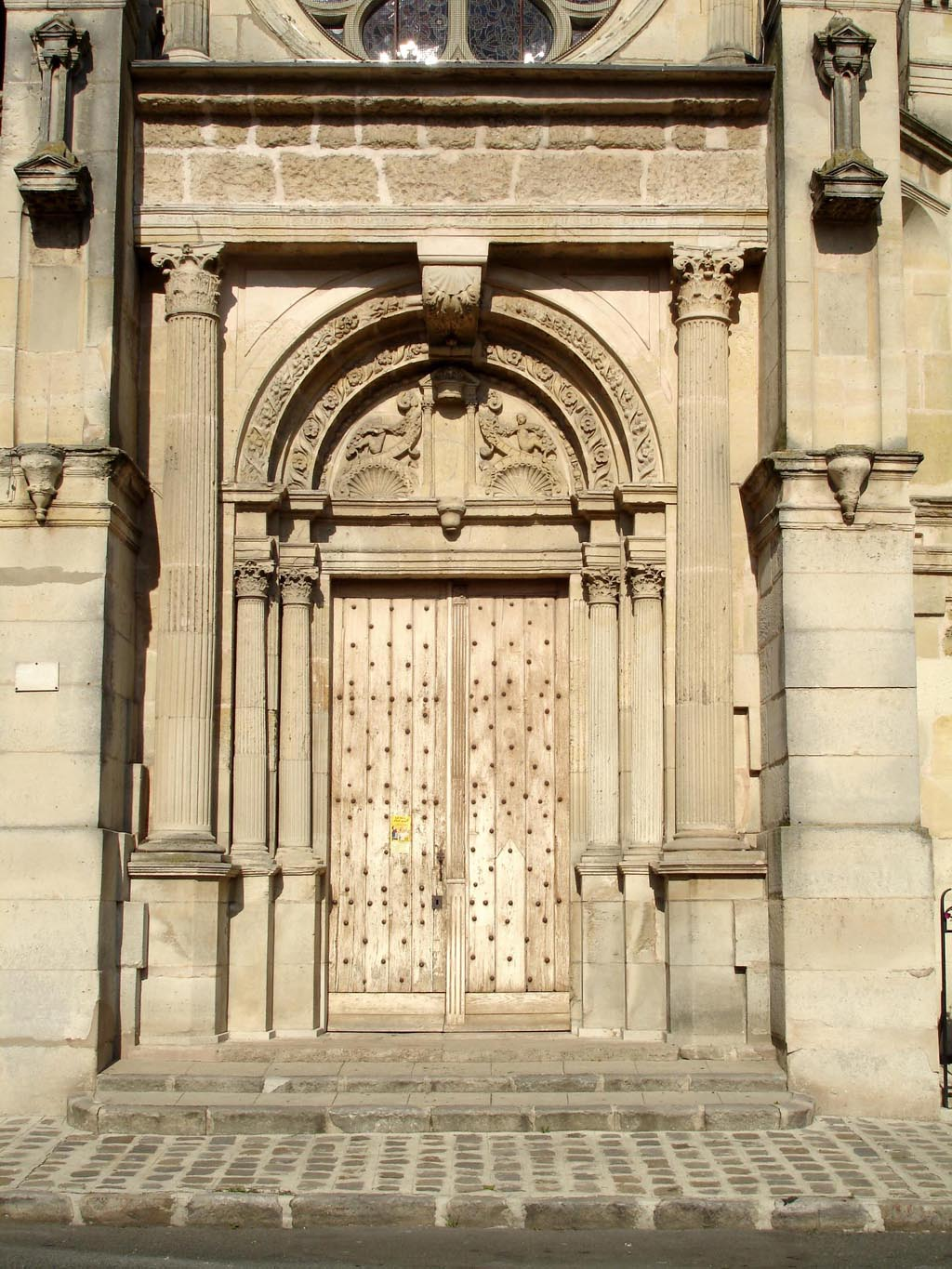
Portail occidental.

Sarcelles compte deux monuments historiques sur son territoire :
- Église Saint-Pierre-et-Saint-Paul (classée monument historique par arrêté du 25 octobre 1911[119])

Édifiée à partir de 1115 sur l'emplacement d'un temple romain, l'église remplace une construction du Ve siècle environ dont la structure a été retrouvée sous le chœur actuel. Incendiée au XVIe siècle par les huguenots, l'édifice a été largement restaurée ensuite. La dernière grande campagne remonte à 1876.
De plan cruciforme, l'église se compose d’une nef aveugle avec des bas-côtés au nord et au sud ; d’un transept non saillant et non distinguable de l’extérieur ; d’un clocher central s’élevant au-dessus de la croisée du transept ; d’un chœur carré au chevet plat ; ainsi que de ses deux chapelles latérales, dont les façades sont assimilées à celles des croisillons du transept. Le clocher coiffé d’une flèche octogonale de pierre entourée de quatre pyramidons constitue l’élément le plus ancien de l’église ; il est perce de deux baies abat-son gémellées par face, cantonnées de colonnes à chapiteaux. Le chœur gothique carré avec des chapiteaux historiés date du XIIIe siècle. La nef et les bas-côtés ont été reconstruits à partir du dernier quart du XVe siècle. La façade occidentale Renaissance est l’œuvre de l’architecte Jean Bullant. La partie centrale s’organise sur deux niveaux, chacun encadré par des colonnes corinthiennes : en bas, le portail plein cintre avec double archivolte et tympan sculptés de motifs végétaux ; en haut, une rosace. Cette partie centrale est flanquée de contreforts strictement verticaux, entrecoupés par des larmiers et couronnés par des vases. Les niches à statues surmontées de dais sont vides. Quant à la façade méridionale, elle est d'une grande homogénéité et affiche un pure style gothique flamboyant.
Le portail central est remarquable par la finesse de son ornementation sculptée, dont les dais au-dessus des deux statues flanquant la fenêtre au-dessus de la porte en anse de panier, véritable dentelle en pierre. Daté de 1480, il a été commencé par Jean Duplessis et terminé par ses enfants. La façade septentrionale n'est pas visible en venant du centre-ville et n'a donc pas fait l'objet d'un soin particulier. Les murs de la chapelle latérale nord du chœur et du croisillon nord du transept se distinguent toutefois par leurs triplets d'étroites baies ogivales à lancette simple. Une tourelle à escalier ronde se dresse devant la façade occidentale pour permettre l'accès aux combles. voûtée d'ogives, l'église abrite une dalle funéraire aux effigies de Jehan Soudain et sa femme, gravée en 1582,.
- Manoir de Miraville, actuel hôtel de ville, rue de la Résistance (inscrit monument historique par arrêté du 17 mars 2011[122]) : Il se situe sur l'ancien emplacement du château de Richebourg, incendié en 1567 par les protestants, et dont aucune représentation n'est connue. Le manoir actuel date de 1844 et présente un style éclectique historisant. La façade principale donnant sur la rue est en brique avec des chaînages en pierre de taille. D'un seul étage, elle est percée de deux très grandes baies vitrées tant au rez-de-chaussée qu'à l'étage, surmontés par des lucarnes avec des charpentes apparentes. Cette façade relativement sobre est précédée par un corps central légèrement saillant de deux étages avec pignon, présentant tout comme le second étage des colombages à vocation décorative. L'entrée se situe sous un porche plein cintre, servant également de balcon accessible depuis le premier étage. À l'intérieur, le hall d'entrée en atrium s'élève sur deux étages, avec des balcons aux balustrades en bois desservant les différentes pièces. Les boiseries du plafond sont traitées avec grand soin. L'aménagement intérieur comporte certaines pièces rapportées depuis d'autres édifices historiques. Sous le propriétaire Massiaux en 1942, le manoir à l'architecture pittoresque est transformé en hôtel, avant d'être cédé à la commune pour abriter l'hôtel de ville[121].

On poeut également signaler : 
- Tour Hugues Capet, auprès du lycée de la Tourelle : Elle est faussement réputée avoir été un rendez-vous de chasse de ce roi. Pastiche d'architecture médiévale de la fin du XIXe / début du XXe siècle, elle possède des murs épais de 70 à 80 cm[121].
- Institution Minel, rue Pierre-Brossolette : Depuis le balcon de cet établissement privé d'enseignement général construit à la fin du XIXe siècle, Maurice Utrillo a peint son petit tableau Les toits à Sarcelles, conservé aujourd'hui à New York[121].
- Maison de retraite, rue de Giraudon : Elle est installée sur un domaine ayant appartenu à Volney entre 1806 et 1817, période pendant laquelle il fait édifier une serre et une orangerie. À la fin du XIXe siècle, le domaine est acquis par l'ordre espagnol du Saint-Sacrement, dit les Pères blancs, qui grâce aux subsides de Claude d'Orléans peuvent construire une chapelle, un noviciat et une maison de repos. En 1905, lors de la séparation de l'Église et de l'État, le domaine entre dans la possession de l'État. Les Sarcellois en parlent comme du château de Giraudon ou du château de Sarcelles. Des orphelins belges y sont abrités pendant la Première Guerre mondiale. En 1932, le domaine est racheté par le département de la Seine[121].
- Maison à tourelles, boulevard du Général-de-Gaulle : Cette grande maison bourgeoise avec une somptueuse façade néo-Renaissance aurait été construite pour un marchand de vins d'origine auvergnat selon les souhaits de sa fille[121].
- Maison de Félix Ioussoupov : Ce prince russe émigré en France en 1917 fait partie du groupe de quatre conjurateurs ayant décidé d'éliminer Raspoutine en décembre 1916[121].
- Salle des fêtes, rue Pierre-Brossolette : Cette salle de 1910/1912 est louée par la municipalité à partir de 1928 pour y proposer des séances de cinéma à la population. Du temps du cinéma muet, le directeur Sajou engage le pianiste sarcellois Lachaise pour jouer pendant les représentations. De plus en plus souvent, des associations utilisent la salle pour y organiser des bals et autres festivités[121].
- Église assyro-chaldéenne Saint-Thomas-Apôtre, près de la sous-préfecture : C'est la plus grande église de cette confession en Europe, financée entièrement grâce à des dons des fidèles et consacrée en février 2004.
- La ville nouvelle de Sarcelles-Lochères constitue en elle-même un patrimoine architectural des années 1950. Manifestement abandonnée par les pouvoirs publics, elle se présente comme une zone de non-droit. Le marché de Sarcelles-Lochères (les mardi, vendredi et dimanche matin) est réputé pour son insécurité dans toute la région. Il attire une foule cosmopolite de plus de 10 000 visiteurs chaque dimanche.

### Musées
- Maison du patrimoine, 1 rue des Piliers : Il est installé depuis septembre 2000 dans la maison Grimaud, nom de son ancien propriétaire, et édifiée au XIXe siècle à Sarcelles-Village. Animée par une association (« Sarcelles et son histoire »), elle présente l'histoire de la ville à travers une collection permanente d'objets et de costumes anciens se rapportant au passé agricole et de nombreuses expositions temporaires thématiques[121]. On peut citer : le 60e anniversaire de la Libération de Sarcelles, les briqueteries disparues, etc. Le parc est ouvert au public depuis le printemps 2005 et propose un parcours botanique (ouvert le lundi de 14 h à 17 h ; le mercredi de 10 h à 12 h et de 14 h à 17 h, ainsi que le samedi de 10 h à 12 h, entrée gratuite)[123].
- Musée naval de Sarcelles, boulevard du Général-de-Gaulle, à Sarcelles-village : Également animé par une association, il présente le passé maritime de la France depuis Colbert à travers des objets, maquettes de bateaux, posters, photos, etc., ouvert le samedi de 14 h à 18 h, entrée gratuite.

### Sarcelles dans les arts et la culture
Sarcelles a été le cadre de plusieurs films, dont les plus célèbres évoquent la brutale mutation urbaine et sociale des années 1960 :
- Rue des prairies (1959) de Denis de la Patellière, des dialogues de Michel Audiard dans lequel Henri Neveu (Jean Gabin) est ouvrier à la construction de la cité des Lochères.
- Mélodie en sous-sol (1963), réalisé par Henri Verneuil, commence à Sarcelles. Son personnage principal, incarné par Jean Gabin, revient dans une cité qu'il ne reconnaît plus, après un séjour prolongé en prison. Sa maison est encore là, et paraît assez anachronique dans un paysage de grands immeubles modernes. Même le nom de sa rue a changé.

Ces deux films mettent en scène Jean Gabin qui incarne un rejet, au cinéma, des grands ensembles en construction. Jean Gabin apparaît dans un certain nombre de films dans lesquels les grands ensembles sont construits et détruisent le monde dans lequel il vivait. Dans Rue des prairies de Denys de La Patellière, Gabin qui habite une rue parisienne faubourienne et populaire est contremaître sur le chantier à Sarcelles. Il est ainsi amené à construire les structures de ce qui va détruire le monde ancien dans lequel il vit, dans le XXe arrondissement de Paris. C'est aussi le cas de Mélodie en sous-sol en 1963, où il ne retrouve pas son pavillon au milieu des barres d'immeubles de Sarcelles nouvellement construites.
- Dernière sortie avant Roissy, réalisé par Bernard Paul et sortie en 1977, un film pessimiste et prémonitoire du malaise des banlieues. Avec Pierre Mondy, Sabine Haudepin et Patrick Fierry.
- Voisins, voisines (2005) de Malik Chibane avec Frédéric Diefenthal, Anémone et Jackie Berroyer se déroule dans un immeuble de la cité Mozart à Sarcelles[126].
- Le court métrage Sarcelles (Ville Nouvelle) (8 min), réalisé par David Haddad, parcours graphique et personnel de la ville à travers ces différents visages.
- Le documentaire Sarcellopolis (52 min) co-produit par France 3 Paris Ile-de-France a été réalisé en 2015 par Sébastien DAYCARD-HEID et Bertrand DEVE. Il fait le bilan de la ville 60 ans après sa création. Le webdocumentaire du même nom est également en ligne[127]
- La comédie Yo Mama (2023) se passe largement dans le quartier des Rosiers de Sarcelles[128].

Sarcelles est une des villes emblématiques de la banlieue et du rap français.
Le rappeur Stomy Bugsy a vécu toute sa jeunesse à Sarcelles qu'il évoque souvent dans ses chansons ainsi que dans celles du groupe Ministère A.M.E.R. dont il fut un des membres avec Passi. Ce groupe a sorti en 1994 un album dénommé « 95200 », code postal de la ville. Le collectif hip-hop Secteur Ä, « Ä » venant d'un quartier de Sarcelles appelé La Secte Abdoulaye, est né à partir du défunt ministère A.M.E.R. et a rassemblé plusieurs rappeurs de la ville et de celles voisines de Garges-lès-Gonesse comme les Neg' Marrons ou le duo Arsenik, originaire de Villiers-le-Bel et, le groupe de rap des Locheres Thug, originaire du quartier des Lochères à Sarcelles, le groupe de jeunes rappeurs se fait connaitre dans leur quartier grâce à leur musique Dans Le Mille.
Le groupe de jazz-rock Red Noise a également sorti en janvier 1971 son unique album baptisé Sarcelles-Lochères.
Les Inconnus, célèbres humoristes français ont cité Sarcelles en 1992 dans le clip C'est ton destin parodiant les chansons de Rap.
Pierre Perret évoque Sarcelles dans sa chanson Mon Pierrot : « Et ça s'est terminé à la mairie d'Sarcelles / Devant ses vieux qui tiraient des tronches de sortie d'bal ».
La chanson Béton armé de Max Rongier, José Cana et H. Gougaud, interprétée par Les Frères Jacques, évoque Sarcelles à propos des « grands ensembles » et dit « Sarcelle était un nom d'oiseau ».

### Personnalités liées à la commune

#### Personnalités du monde politique, économique et social
- Didier Arnal : ancien conseiller général, président du conseil général du Val-d'Oise de mars 2008 à mars 2011, ancien député ;
- Marie-Claude Beaudeau : ancienne sénatrice communiste du Val-d'Oise, ancien première adjointe au maire de Sarcelles ;
- François Chérèque (1956-2017), secrétaire général de la CFDT (a habité Sarcelles enfant et jeune : ancien joueur de l'AASS Rugby) ;
- Jacques Chérèque (1928-2017), ancien secrétaire national de la CFDT, ancien ministre (a habité Sarcelles) ;
- Alexandre Djouhri, homme d'affaires franco-algérien ;
- Arié Alimi : avocat, membre de la Ligue des droits de l'homme ;
- Michel Gevrey (1930-2017), ancien responsable national et international syndical (notamment ancien secrétaire national du Syndicat national des instituteurs) et associatif, ancien membre du  Conseil économique et social, ancien adjoint au maire de Sarcelles (1995-2008) ;
- François Pupponi : ancien député-maire de Sarcelles, ancien vice-président de la communauté d'agglomération Val-de-France, ancien conseiller général du Val-d'Oise ;
- Dominique Strauss-Kahn : professeur des universités, ancien directeur général du fonds monétaire international, ancien ministre de l'industrie, ancien ministre de l'économie et des finances, ancien président de la commission des finances de l'Assemblée nationale, ancien député-maire de Sarcelles, ancien président de la communauté d'agglomération Val-de-France ;
- Nawal Farih (1988-) femme politique belge, membre du parti flamand CD&V, est née à Sarcelles et y a vécu dans son enfance ;

#### Personnalités du monde littéraire, culturel, artistique et scientifique

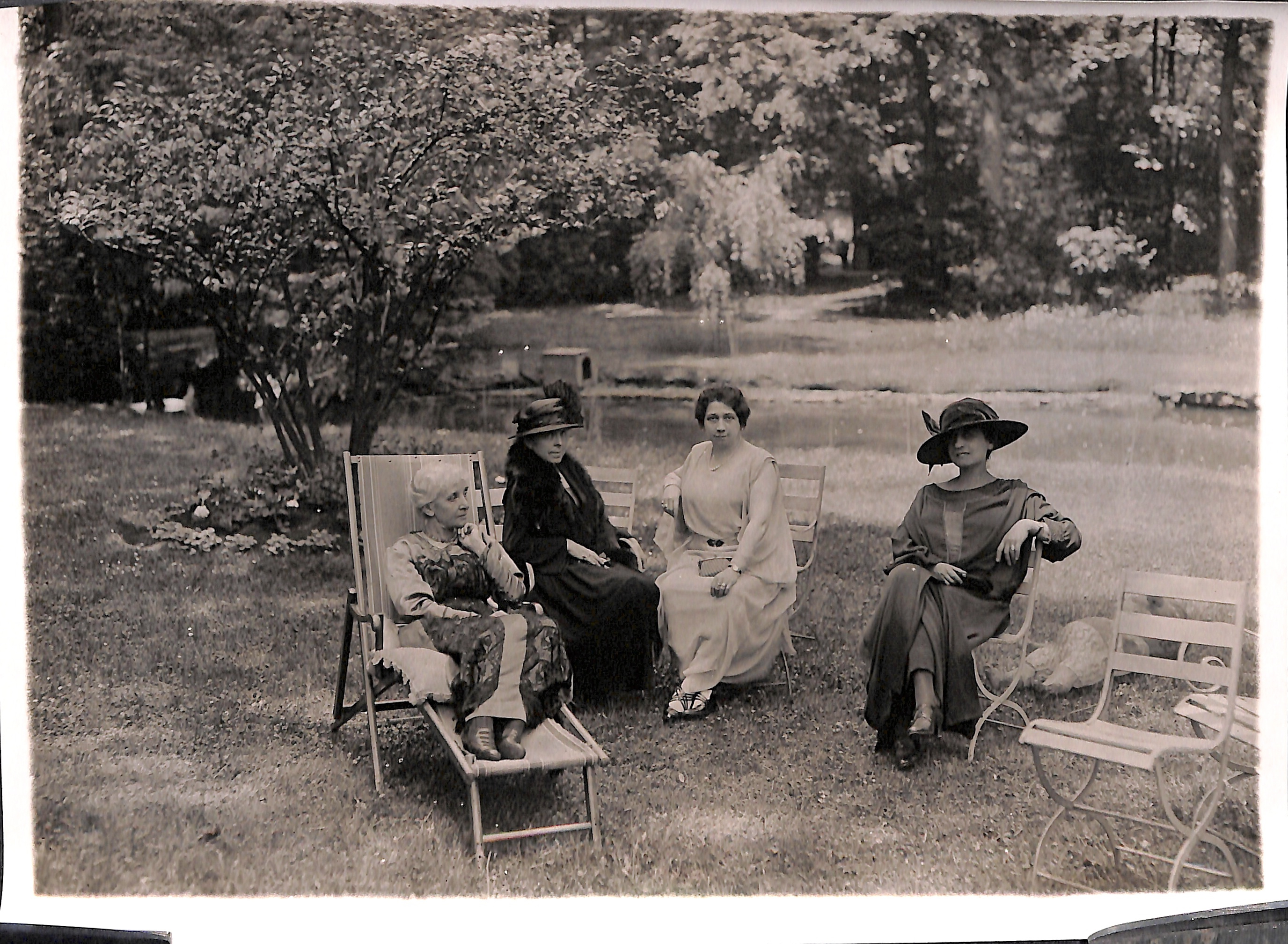
Mel Bonis allongé dans une chaise longue, avec trois amies, à Sarcelles en 1920.

- Mel Bonis (1858-1937), compositrice ;
- Pascal Brunner (1963-2015), chanteur, imitateur, comédien né à Sarcelles (a notamment animé l'émission télévisée Fa Si La chanter) ;
- Mohamed Dia : styliste, créateur de la marque M.Dia ;
- Anna Langfus (1920-1966), écrivaine polonaise de langue française, a vécu à Sarcelles (fin des années cinquante-début des années soixante) ;
- Ministère A.M.E.R. : groupe de rap ;
- Merwan Rim : chanteur, vu notamment dans la comédie musicale Le Roi Soleil ;
- Xavier Zimbardo : photographe ;
- Ary Abittan : acteur ;
- Michaël Boumendil, producteur et compositeur ;
- Les Twins (Larry et Laurent Bourgeois) : danseurs et créateurs de mouvement urbain ;
- Amir Haddad : chanteur ;
- Faouzi Tarkhani : rappeur et auteur-compositeur ;
- Agnès Jaoui : actrice, scénariste, réalisatrice et chanteuse ;
- Hamed Daye : rappeur ;
- Driver : rappeur, producteur ;
- Passi : chanteur, compositeur et rappeur ;
- Stomy Bugsy : rappeur et acteur ;
- Bernard Stiegler : philosophe, a grandi à Sarcelles ;
- Miss Dominique : chanteuse ;
- Youv Dee : rappeur ;
- Insa Sané : écrivain ;
- Jacques Damourette, linguiste français, auteur avec son neveu Édouard Pichon de la célèbre grammaire en sept volumes Des mots à la pensée (1911-1940) est mort à Sarcelles en 1943 ;
- Édouard Pichon, médecin, linguiste et psychanaliste, est né à Sarcelles le 24 juin 1890.

#### Personnalités sportives
- Philippe Christanval : footballeur professionnel né en 1978 et qui a passé son enfance à Sarcelles. Un stade de la ville porte son nom ;
- Raymond Offner : basketteur (1827-1898), né à Sarcelles ;
- Samuel Nadeau : basketteur né en 1982, a été éducateur à Sarcelles ;
- Alain Couriol : ex-footballeur professionnel né en 1958 qui a été membre du club de Sarcelles ;
- Didier Domi : footballeur professionnel né en 1978 à Sarcelles ;
- Younousse Sankharé : footballeur né en 1989 à Sarcelles ;
- Jérôme Roussillon : footballeur professionnel né en 1993 à Sarcelles ;
- William Rolle : karatéka professionnel né en 1985 à Sarcelles, membre de l'AASS karaté Sarcelles ;
- Wissam Ben Yedder : footballeur professionnel  né en 1990 à Sarcelles ;
- Steeve Yago : footballeur professionnel né en 1992 à Sarcelles ;
- Dimitri Foulquier : footballeur professionnel né en 1993 à Sarcelles ;
- Rachid Housni : footballeur professionnel né en 1990 à Sarcelles ;
- Myriam Soumaré : athlète  née en 1986 à Sarcelles où elle a passé une partie de son enfance ;
- Damien Cely : plongeur né en 1989 à Sarcelles ;
- Rabah Slimani : rugbyman professionnel né en  1989 à Sarcelles, qui a joué au AAS Sarcelles ;
- Sekou Macalou : rugbyman professionnel, a joué au AAS Sarcelles de 2005 à 2011 ;
- Ibrahim Diallo : rugbyman professionnel qui a commencé à jouer au rugby dès la sixième au club de Sarcelles ;
- Riyad Mahrez : footballeur professionnel algérien né en 1991 à Sarcelles ;
- James Léa Siliki : footballeur professionnel né en 1996 à Sarcelles ;
- Frédéric Thomas : footballeur professionnel né en 1980 à Sarcelles ;
- Éric Sabin : footballeur professionnel né en 1974 à Sarcelles ;
- Jonathan Assous : footballeur professionnel ;
- Jonathan Tokplé : footballeur professionnel né en 1986 à Sarcelles ;
- Jason Pendant : footballeur professionnel, né en 1997 à Sarcelles ;
- Sarah-Léonie Cysique : judokate professionnelle, née en 1998 à Sarcelles ;
- Alassane Touré : footballeur professionnel né en 1989 à Sarcelles ;
- Julie Annery : rugbywoman professionnelle ;
- Lenny Pintor : footballeur professionnel, né en 2000 à Sarcelles ;
- Delphine Delrue : badiste professionnel née en 1998 à Sarcelles ;
- Frédéric Delpla : escrimeur né en Sarcelles ;
- Hervé Lybohy : footballeur professionnel ;
- Judicaël Cancoriet : rugbyman professionnel ;
- Tiegbe Bamba : basketteur professionnel ;
- Odette Ndoye : volleyeuse professionnelle née en 1992 à Sarcelles ;
- Kader Bamba : footballeur professionnel ivoirien;
- Mathys Tel : footballeur professionnel .

#### Personnalités diverses
- Eugène Canseliet (1899-1982), auteur et alchimiste français y est né ;
- Félix Youssoupoff (1887-1967), assassin de Raspoutine (a vécu rue Victor-Hugo de 1939 à 1940).

### Héraldique
| Blason de Sarcelles | Blason  | D'azur à trois merlettes d'or                                                                                             |
| Blason de Sarcelles | Détails | Les armes de Sarcelles proviennent de la famille de Neufbourg, avec ses émaux inversés, seigneurs du lieu au XVIIe siècle |